# Miconia prasina
Espèce
Synonymes
Selon Tropicos (9 septembre 2024)
- Acinodendron prasinum (Sw.) Kuntze
- Acinodendron pteropodum (Benth.) Kuntze
- Conostegia parviflora DC.
- Melastoma acuminatum Sessé & Moc.
- Melastoma glabrum Sessé & Moc.
- Melastoma laevigatum Aubl.
- Melastoma leucanthum Sessé & Moc.
- Melastoma montanum Spreng.
- Melastoma parviflorum Aubl.
- Melastoma pendulifolium Rich.
- Melastoma prasinum Sw. - Basionyme
- Melastoma pulchrum Vell.
- Melastoma quinquenervium Salzm. ex Griseb.
- Melastoma sepiarium Mart. ex DC.
- Melastoma suaveolens Raddi
- Melastoma trinervium Salzm. ex Griseb.
- Miconia attenuata DC.
- Miconia attenuata var. subquintuplinervia DC.
- Miconia aubletiana Steud.
- Miconia collina DC.
- Miconia crispula Spruce ex Naudin
- Miconia cristulata Naudin
- Miconia darienensis Pittier
- Miconia fleischeriana Steud.
- Miconia macrophylla Steud.
- Miconia mucronulata Ule
- Miconia nemoralis Naudin
- Miconia palustris Macfad.
- Miconia parviflora (Aubl.) Cogn.
- Miconia prasina var. angustifolia Cogn.
- Miconia prasina var. attenuata (DC.) Cogn.
- Miconia prasina var. collina (DC.) Triana
- Miconia prasina var. crispula (Spruce ex Naudin) Cogn.
- Miconia prasina var. denticulata Griseb.
- Miconia pteropoda Benth.
- Miconia repandocrenata Steud.
- Miconia revoluta Miq.
- Miconia revoluta Benth.
- Miconia sepiaria DC.
- Miconia trichotoma Bello

Selon GBIF (9 septembre 2024)
- Acinodendron prasinum (Sw.) Kuntze
- Acinodendron pteropodum (Benth.) Kuntze
- Conostegia parviflora DC.
- Melastoma acuminatum Sessé & Moc.
- Melastoma glabrum Sessé & Moc.
- Melastoma laevigatum Aubl.
- Melastoma leucanthum Sessé & Moc.
- Melastoma montanum Spreng.
- Melastoma parviflorum Aubl.
- Melastoma pendulifolium Rich.
- Melastoma prasinum Sw. - Basionyme
- Melastoma pulchrum Vell.
- Melastoma quinquenervium Salzm.
- Melastoma quinquenervium Salzm. ex Griseb.
- Melastoma sepiarium Mart.
- Melastoma sepiarium Mart. ex DC.
- Melastoma trinervium Salzm.
- Melastoma trinervium Salzm. ex Griseb.
- Miconia attenuata DC.
- Miconia attenuata var. subquintuplinervia DC.
- Miconia aubletiana Steud.
- Miconia collina DC.
- Miconia crispula Spruce
- Miconia crispula Spruce ex Naudin
- Miconia cristulata Naudin
- Miconia fleischeriana Steud.
- Miconia macrophylla Steud.
- Miconia mucronulata Ule
- Miconia nemoralis Naudin
- Miconia palustris Macfad.
- Miconia prasina var. angustifolia Cogn.
- Miconia prasina var. attenuata (DC.) Cogn.
- Miconia prasina var. collina (DC.) Triana
- Miconia prasina var. crispula (Spruce ex Naudin) Cogn.
- Miconia prasina var. denticulata Griseb.
- Miconia prasina var. prasina
- Miconia pteropoda Benth.
- Miconia repandocrenata Steud.
- Miconia revoluta Benth.
- Miconia sepiaria DC.
- Miconia trichotoma Bello
- Tamonea prasina (Sw.) Krasser

Miconia prasina est une espèce de plantes à fleurs de la famille des Melastomataceae. C'est un arbuste ou un peit arbre originaire d'Amérique du Sud.

## Description
Miconia prasina est un arbuste ou un petit arbre haut de 1,5-12 m. Les jeunes rameaux, les nervures primaires de la face inférieure des feuilles, les inflorescences et l'hypanthe sont très peu ou modérément, mais de façon décidue, stellulée-pubuleuse.
Les limbes sont elliptiques à oblongs ou obovés-elliptiques, à apex aigu à court-acuminé, à base aiguë, mesurant 6-25 × 2,5-10 cm, charbonneux à subcoriacé et entier à repand-denticulé, glabre sur les deux faces, 3 ou 5-pivotant avec une réticulation très lâche des veinules (1-3 mm).
Les pétioles sont longs de 0,3-2 cm.
L'inflorescence est un panicule long de 5-15 cm, très fleuri.
Les fleurs sont 5-mères, sessiles, sessiles sur les branches terminales.
Les pétales sont blancs, mesurant 2-3 × 1-1,5 mm, obovales-oblongs, densément granuleux.
L'ovaire est 3-loculaire, à l'apex peu stellulé-pubuleux.

En 1953, Lemée en propose la description suivante de Miconia prasina :

« M. prasina Dec. (Melastoma p. Sw.). Arbre ou arbrisseau avec petits rameaux à 4 angles obtus ; feuilles de 0,10-0,20 sur 0,03-0,08, lancéolées ou oblongues, à base aiguë; fermes, entières ou crénelées, d'abord parfois un peu pubérulentes puis glabres ; panicules à ramifications opposées, fleurs 5-mères sessiles ou presque, calice de 2-3 mm., étroitement campanulé, pétales de 2-3 mm., étamines à peine dimorphes, à connectif prolongé en 2 lobes latéraux défléchis, ovaire à 3 loges, style cle 5-6 mm., élargi en stigmate tronqué. - Maroni (Camp Godebert) ; herbier Lemée : Cayenne (Montabo): fruit à diamètre de 2 mm. à peine, fortement côtelé sur le sec. »

— Albert Lemée, 1953.

## Répartition
Miconia prasina est présent du sud du Colombie au Brésil, en passant par le Venezuela, le Guyana, le Suriname, la Guyane, l'Équateur, et le Pérou.
Delta Amacuro (Río Toro), Bolívar (Altiplanicie de Nuria, Corozal, El Tigre, La Prisión, Río Ariza, Río Bonita, Río Paragua, Río Parguaza, Río Tírica, Río Venamo, Salta Pará, Sierra Imataca, Tumeremo, Uaiparú), Amazonas (La Esmeralda, Río Coro Coro à l'ouest de Cerro Yutajé, Río Mawarinuma, San Carlos de Río Negro, Sierra Parima). Aragua, Barinas, Cojedes, Falcón, Lara, Mérida, Miranda, Monagas, Nueva Esparta, Portuguesa, Sucre, Táchira, Trujillo, Zulia, Yaracuy ; sud du Mexique, Amérique centrale, Antilles, Colombie, Guyane, Suriname, Guyane française, Equateur, Pérou, Brésil, Bolivie, Paraguay.

## Écologie
Miconia prasina pousse au Venezuela dans les forêts riveraines, les savanes, les bords des marécages de palmiers-bâche, à 100-1 400 m d'altitude.
La structure de ses populations a été étudiée,, de même que la prédation de son feuillage, et ses stades juvéniles.
Des nématodes provoquent des galles sur ses racines,.
Ses fruits sont disséminés par des oiseaux,,,,,.

## Usages
Miconia prasina contient des flavanones.
La toxicité de ses feuilles a été étudiée.
Des extraits de Miconia prasina ont été testés dans le traitement de leucémies.

## Protologue

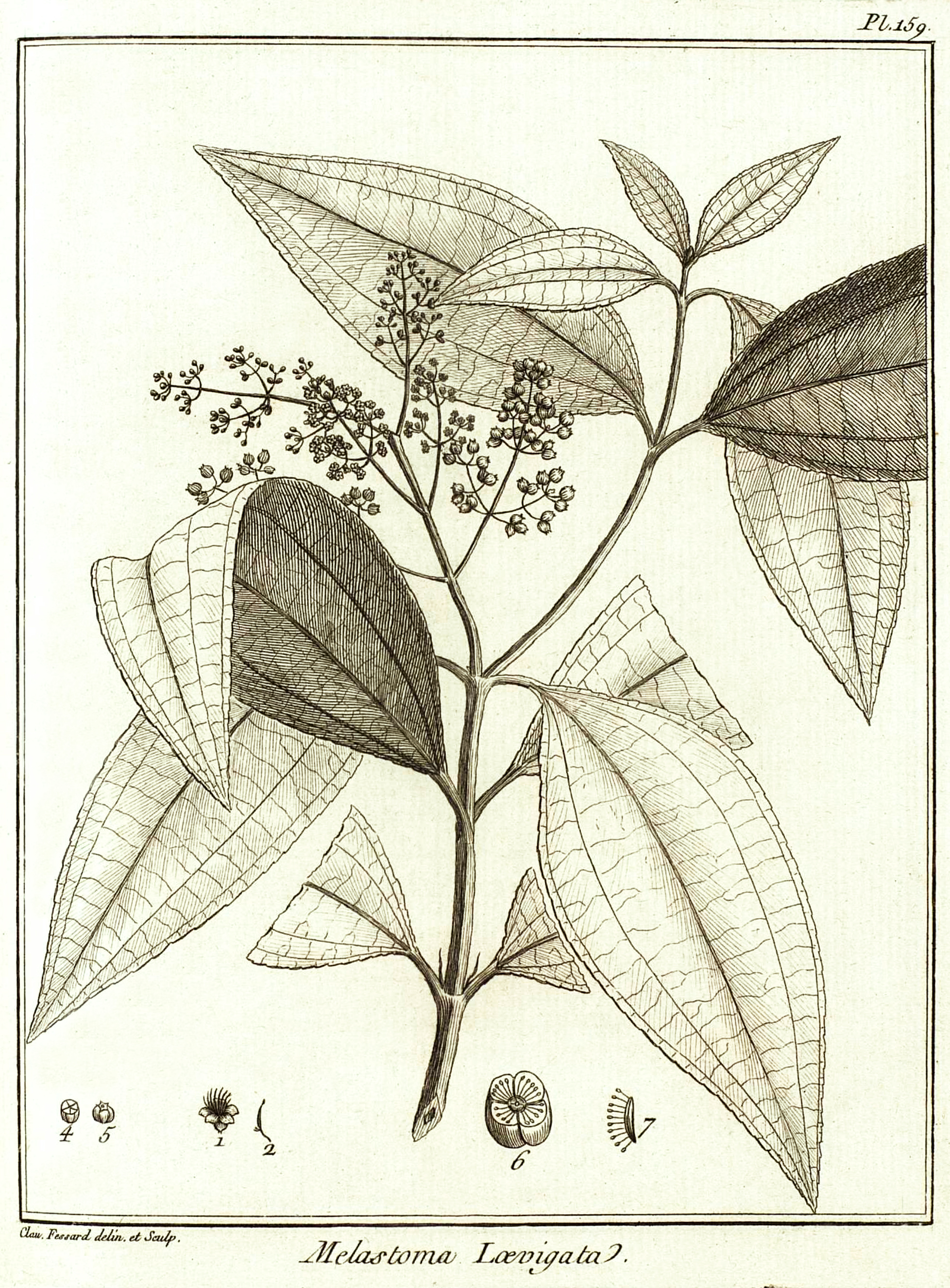
Miconia prasina par Aublet (1775) 1. Fleur épanouie. - 2. Étamines. - 3. Baie de grandeur naturelle. 4. Baie coupée en travers. - 6. Baie groſſie à la loupe, coupée en travers. - 7. Placenta. Semences..

En 1775, le botaniste Aublet a décrit Miconia prasina sous les noms de Melastoma levigata et Melastoma parviflora, et en a proposé les protologues suivants : 

« 7. MELASTOMA (lævigata) foliis integerrimis, quinquenerviis, ovato-oblongis, teviufculis, acuminatis, marginc tevibus. Lin. Spec. 559.
Groſſularia plantaginis folio lato, fruttu minimo, cæruleo. Plum. Cat. 18.
7. MELASTOMA (lævigata) (TABULA 159.)
Arbor mediocris, trunco quinque aut ſex-pedali, in ſummitate ramoſo ; ramis & ramusculis oppoſitis, tetragonis, glabris. Folia oppoſita, ovato-oblonga, acuta, petiolata, ſubcærulea, glabra, quinquenervia, nervis tubentibus. Flores minimi, racemoſi, terminales; racemulis oppoſitis, divaricatis. Corolla alba, pentapetala ; fetalis quatuor aequalibus, unico majore. Stamina decem alba. Pericarpium : bacca exigua, globoſa, ſubcærulea, calici adnata, & ipſius denticulis coronata, quadri aut quinque-locularis.
Florebat Junio, Julio & Auguſto.
Habitat in pratis Caïennæ & Guianæ.

LE MELASTOME à petit fruit. (PLANCHE 159.)
Cette plante forme un arbre dont le tronc a environ quatre pouces de diamètre, & cinq à ſix pieds de hauteur ; il eſt creux dans ſon centre ; ſon bois eſt blanchâtre, ſolide & compacte. Du ſommet du tronc ſortent des branches longues, rameuſes, & à quatre angles, garnies de feuilles oppoſées, & diſpoſées en croix ; elles ſont liſſes, ſèches, d'un vert pale, oblongues, ovales, légèrement dentelées a leur bord, terminées en pointe, & marquées en deſſous de cinq nervures longitudinales, rougeâtres, & de pluſieurs tranſverſales intermédiaires. 
Les fleurs naiſſent au ſommet des branches ſur de longues grappes éparſes, ces fleurs ſont très petites. 
Leur calice eſt en forme de coupe à cinq dentelures rouges. 
Les pétales ſont au nombre de cinq, de couleur blanche, donc un eſt plus grand, attache par un onglet, entre les dentelures du calice. 
Les étamines ſont au nombre de dix, rangées ſur un diſque  an deſſous de l'inſertion des pétales ; leur filet eſt long, de même que 1'anthère qui eſt articulée ſur le filet par ſon extrémité inférieure, fourchue ; la partie ſupérieure eſt à deux bourſes qui s'ouvrent chacune en deux valves. 
Le piſtil eſt un ovaire arrondi, ſurmonté par un style, terminé par un stigmate obtus. 
L'ovaire conjointement avec le calice, devient une petite baie bleuâtre, peu ſucculente, qui ſe partage intérieurement par des cloiſons mitoyennes, Tantôt a quatre, & Tantôt à cinq loges remplies de semences très menues, attachées a un placenta qui eſt dans l'angle de chaque loge. 
On emploie les feuilles écraſées de cette plante pour guérir les bleſſures occaſionnées par la piquure des épines dont quelques poiſſons ſont armés. 
J'ai trouvé cet arbre dans pluſieurs ſavanes de la Guiane, & de l'île de Caïenne. 
Il étoit en fleur & en fruit dans les mois de Juin, de Juillet & d'Août. »

— Fusée-Aublet, 1775.

« 19. MELASTOMA (parviflora) foliis ovato-oblongis, glabris, denticulatis ; floribus paniculatis, terminatricibus ; fructu parvo, cæruleo. (Tabula 171.)

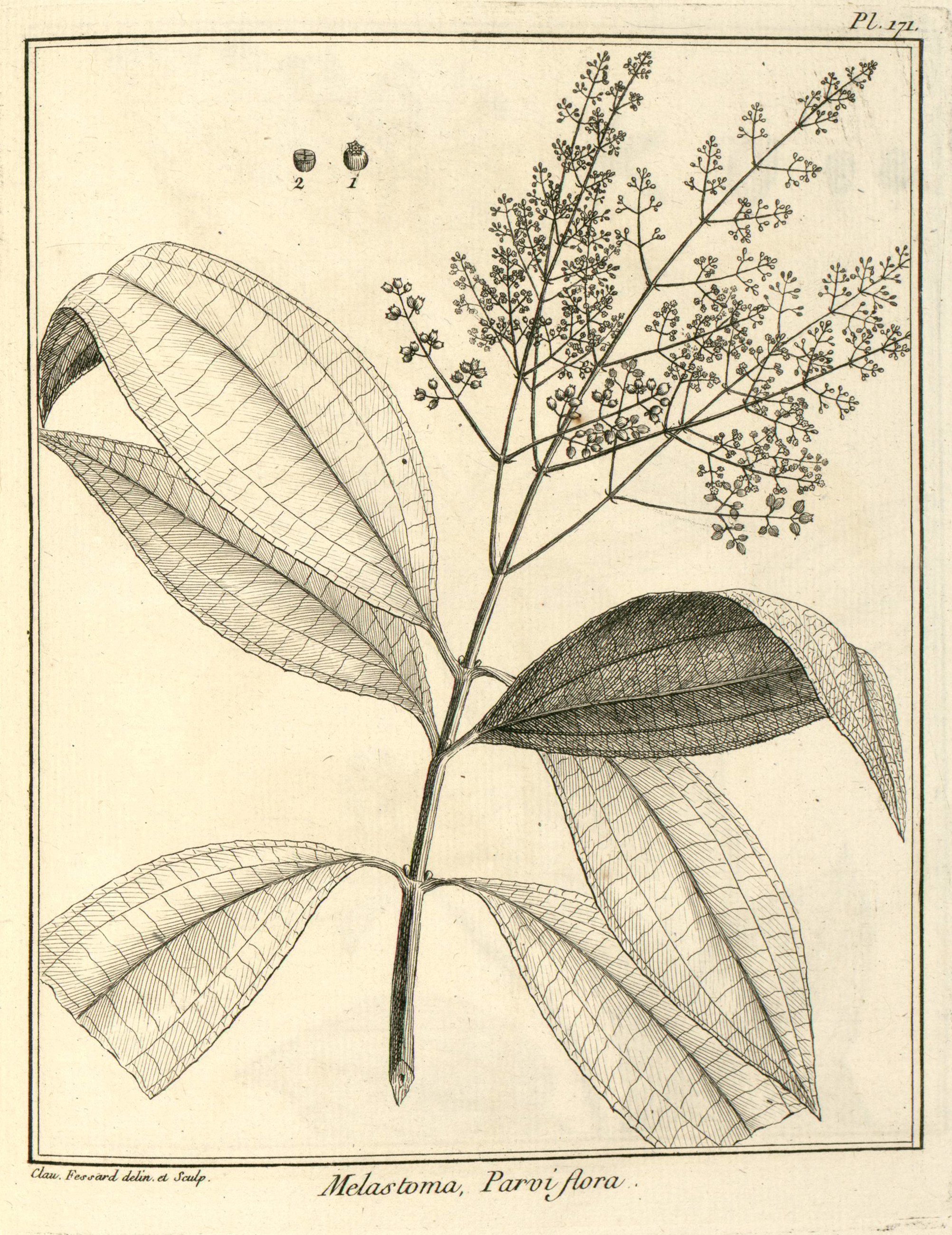
Miconia prasina par Aublet (1775) 1. Baie. - 2. Baie coupée en travers.

Planta caules plures, rectos, tetragonos, glabros, ramoſos, octopedales, è radice perenni emittens. Folia oppoſita, ovato-oblonga. Acuta, mbferrata, glabra, quinquenervia, petiolata. Flores minim?,, paniculati, terminales ; ramis & ramusculis oppofitis. Corolla alba. Stamina decem, quinque longiora. Pericarpium : bacca ſubcærulea, orbiculata, calici adnata, & ipſius denticulis coronata, bi, tri, aut quadri-locularis. 
Florebat Aprili.
Habitat in paludoſis Caiennæ & Guianæ.
Nomen Caribæum tincta Luſitanis mutuatum.

LE MÉLASTOME à petites fleurs. (PLANCHE 171.)
Cet arbrisseau pouſſe de ſa racine pluſieurs tiges droites, liſſes, rameuſes, à quatre angles, hautes de ſept à huit pieds. 
Ces feuilles ſont vertes, liſſes, molles, ovales, légèrement dentelées à leurs bords, terminées par une longue pointe ; leur longueur eſt d'environ ſept pouces, & leur largeur de trois ; leur pédicule eſt long d'environ un pouce, creuſé en gouttiere à ſa face ſupérieure, & convexe en deſſous ; elles ſont oppoſées, & diſpoſées en croix. Du ſommet des tiges & des branches s'élèvent des grandes panicules de fleurs blanches & très petites. 
Le calice eſt en forme de coupe, diviſé en ſon limbe par cinq dentelures rouges. 
Les pétales ſont cinq, attachés par un onglet entre les dentelures du calice. 
Les étamines ſont au nombre de dix, rangées ſur un diſque au deſſous de l'inſertion des pétales ; leurs filets portent une anthère articulée par ſa partie inférieure qui eſt fourchue ; parmi ces dix étamines il, en à cinq plus grandes, & cinq plus petites ; le piſtil eſt un ovaire arrondi, ſurmonté d'un style termine par un stigmate obtus. 
L'ovaire, conjointement avec le calice, devient une petite baie bleuâtre, peu ſucculente, partagée extérieurement en deux, trois & quelquefois quatre loges remplies de semences menues. 
Les Garipons, d'après les Portugais, ont donné le nom de TINCTA à cette plante qu'ils emploient en décoction pour teindre en noir les différentes toiles qu'ils fabriquent. 
Je l'ai obſervée ſur les bords de la crique des Galibis. 
Elle, étoit en fleur & en fruit dans le mois d'Avril. 
Je l'ai auſſi rencontrée en pluſieurs autres endroits de la Guiane & dans l'île de Caïenne, mais toujours dans des lieux humides. 
Fusée-Aublet, 1775. »

## Galerie

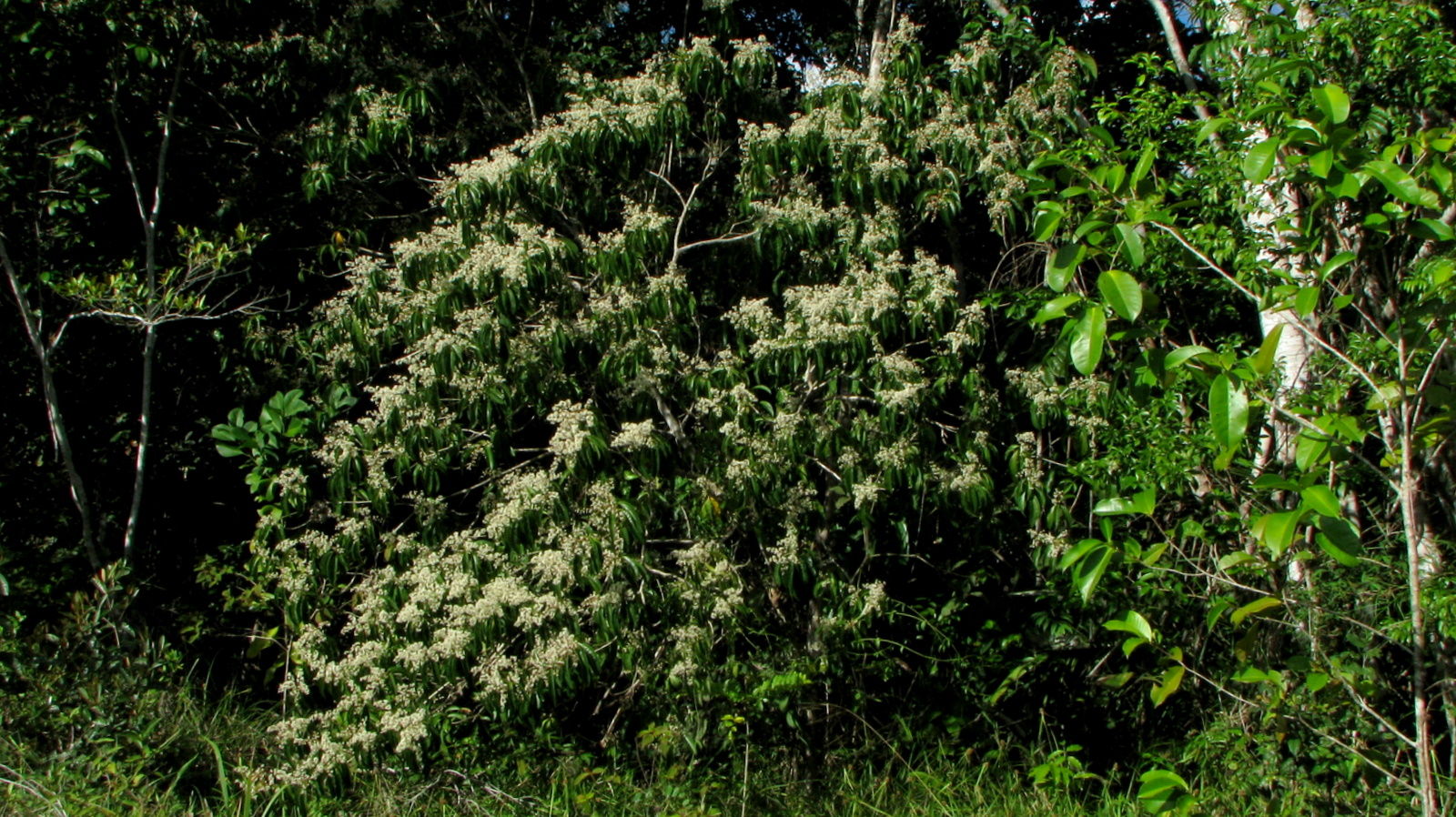
arbre fleuri
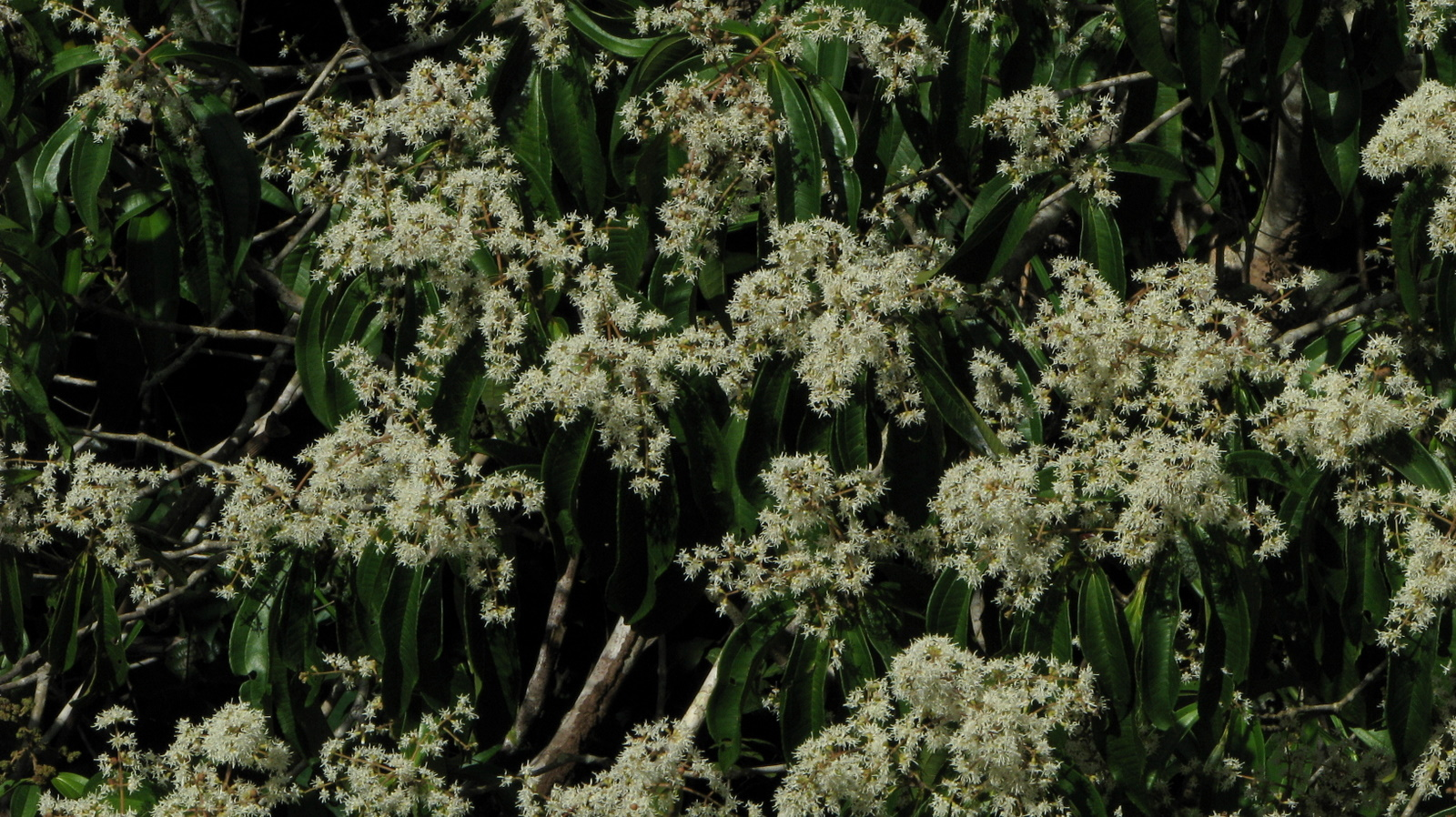
rameaux fleuris
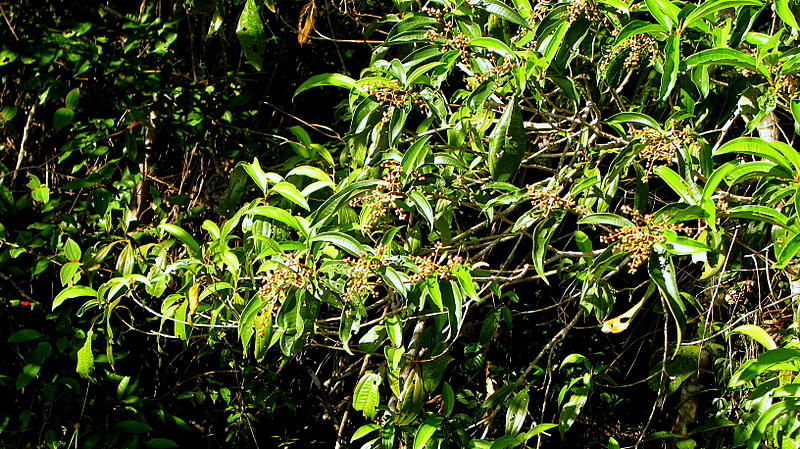
rameau fertile
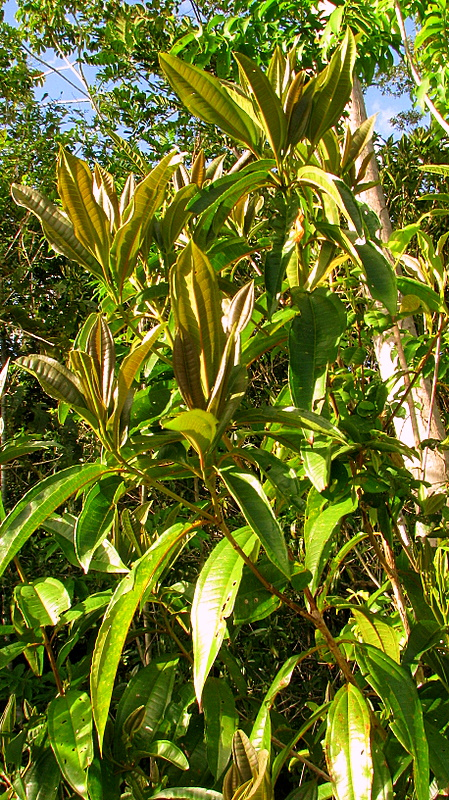
rameau fertile
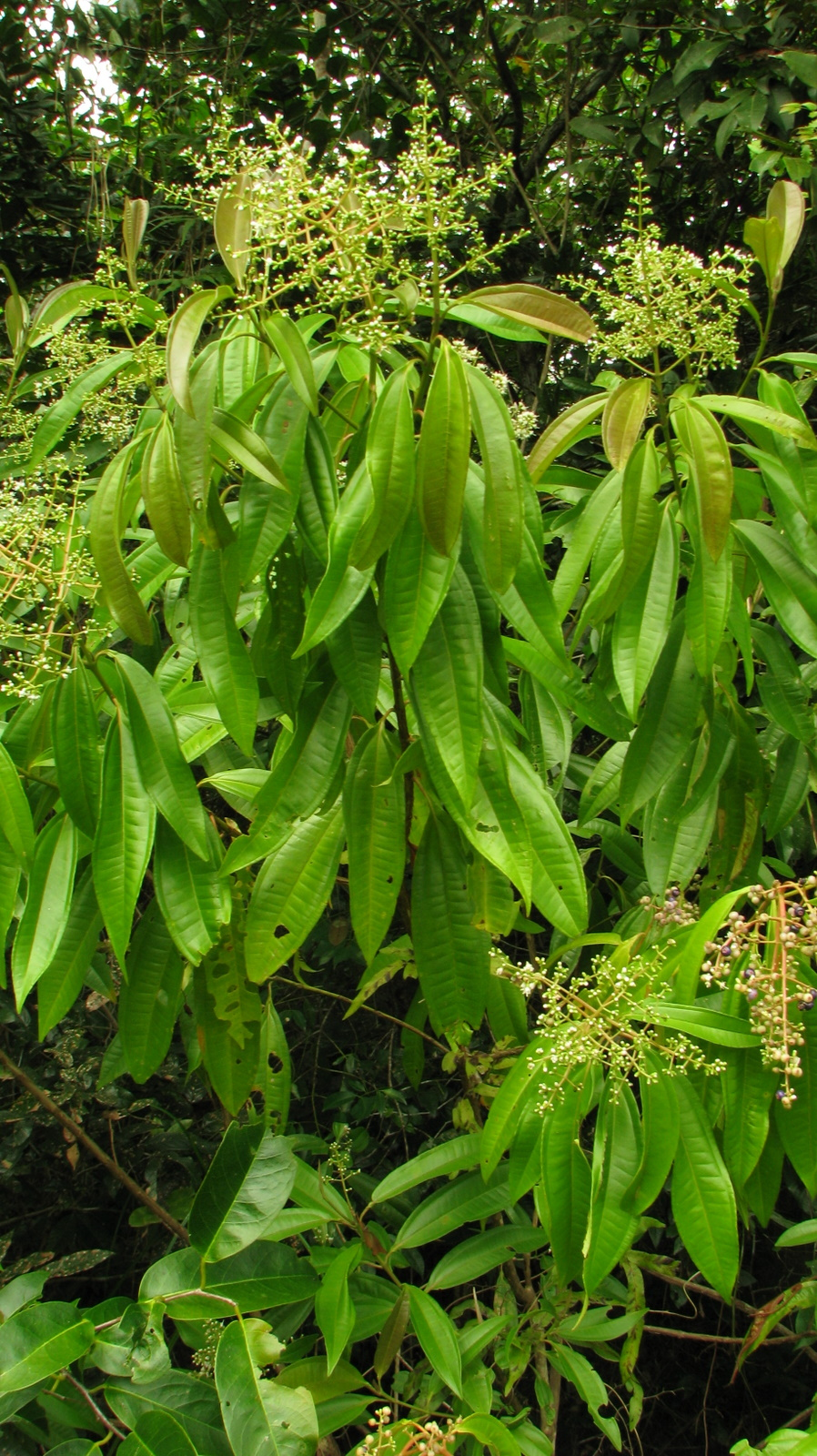
rameau fertile
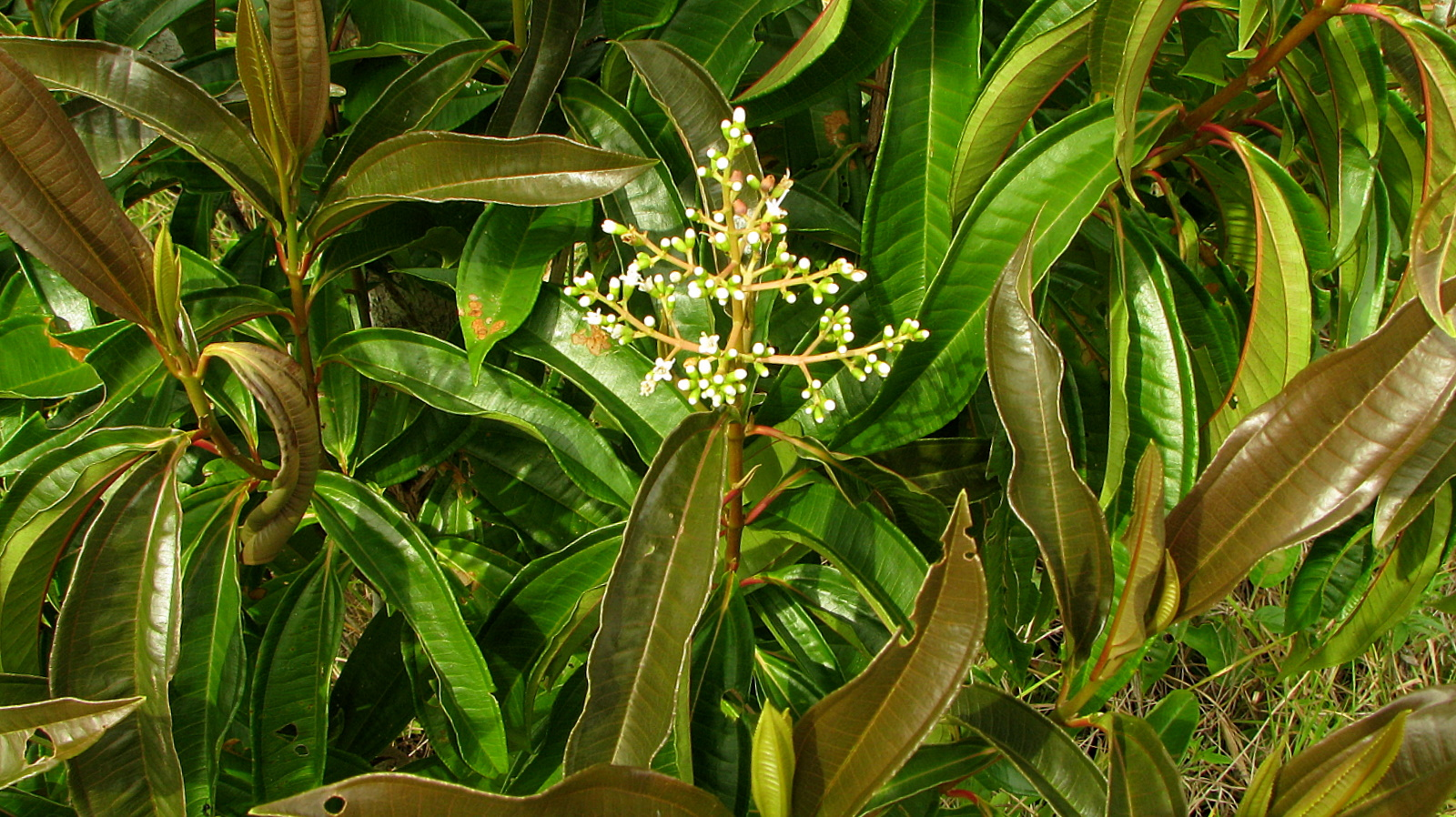
rameau fleuri
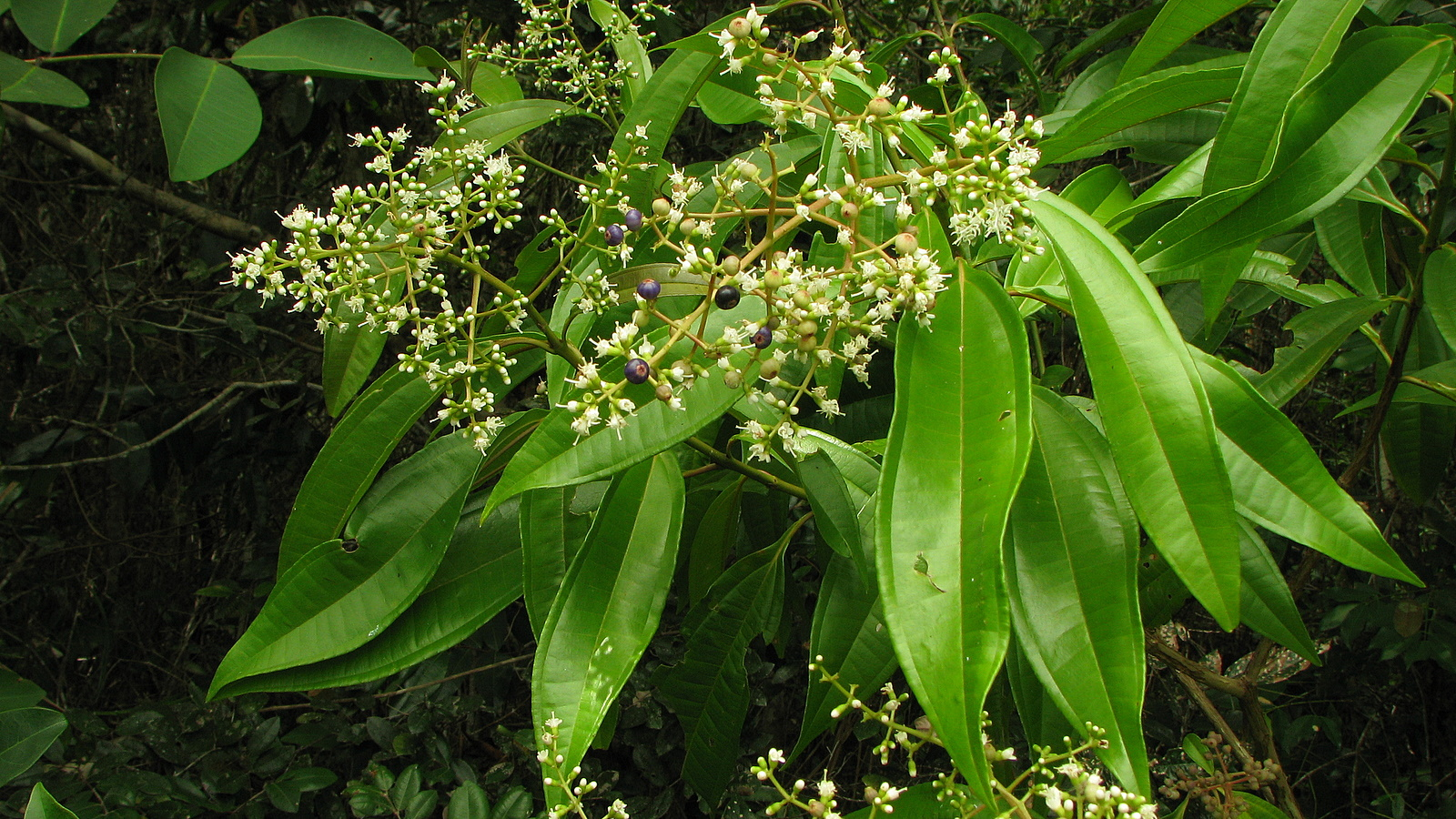
rameau fleuri
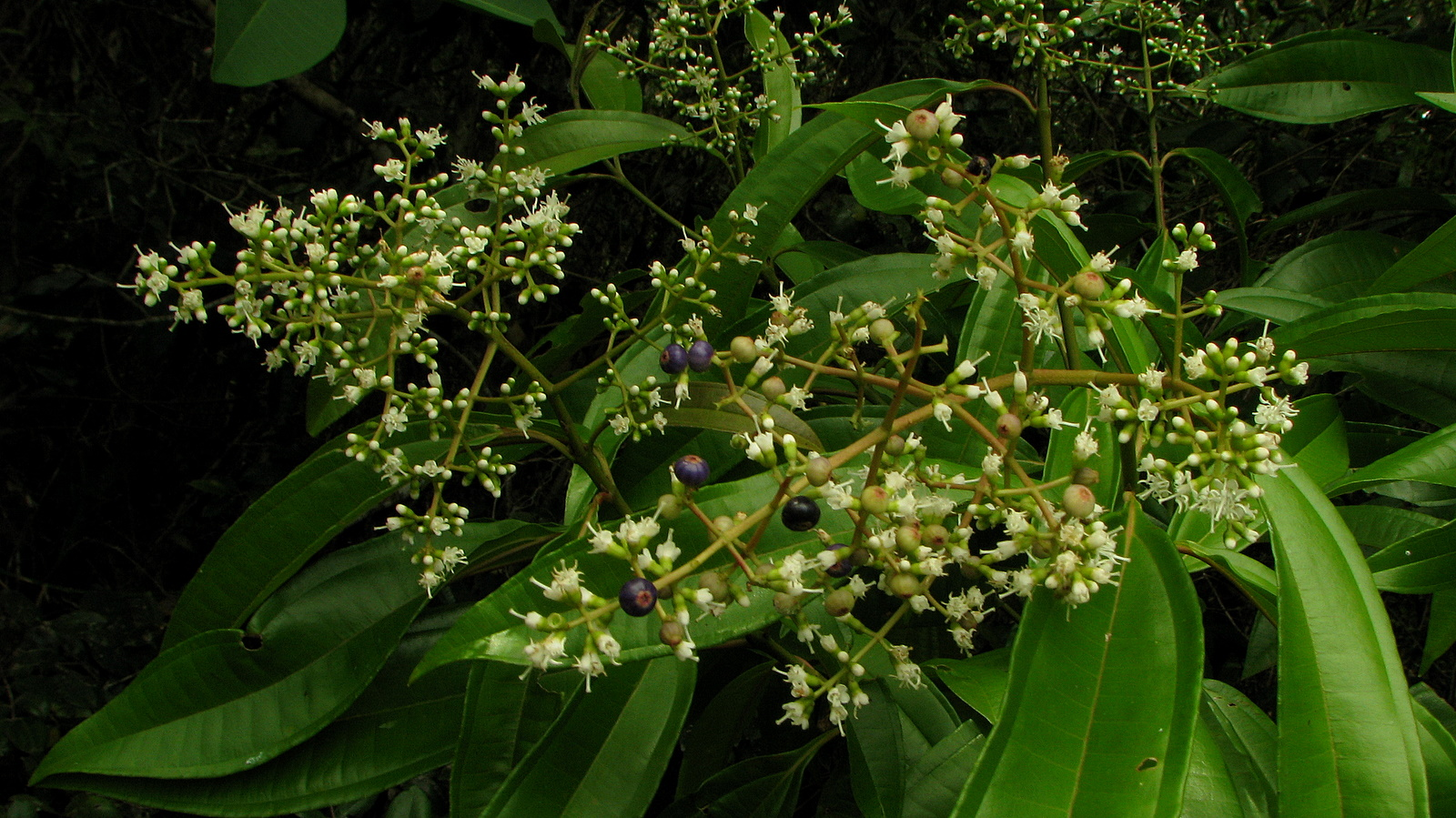
inflorescence
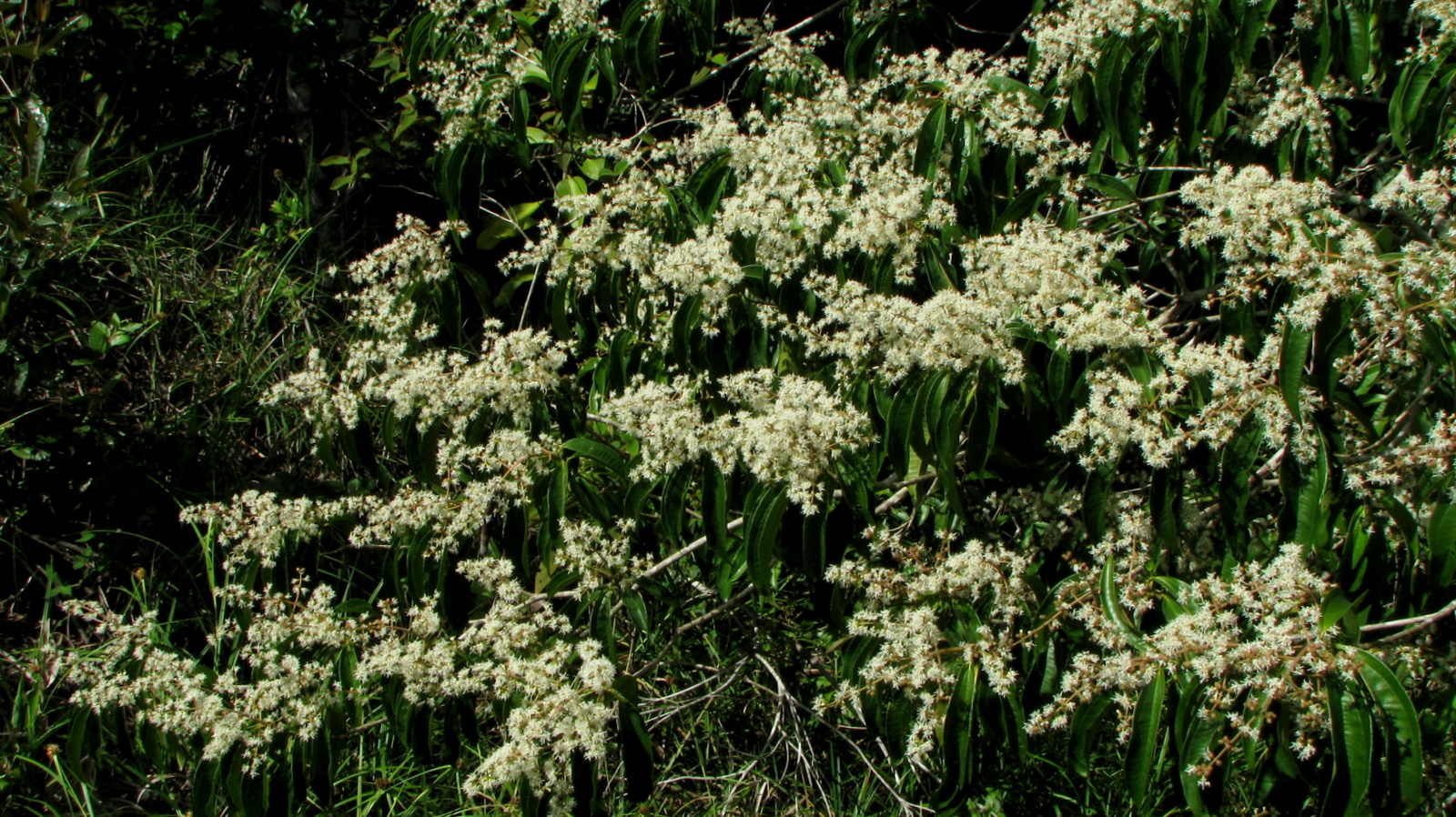
inflorescence
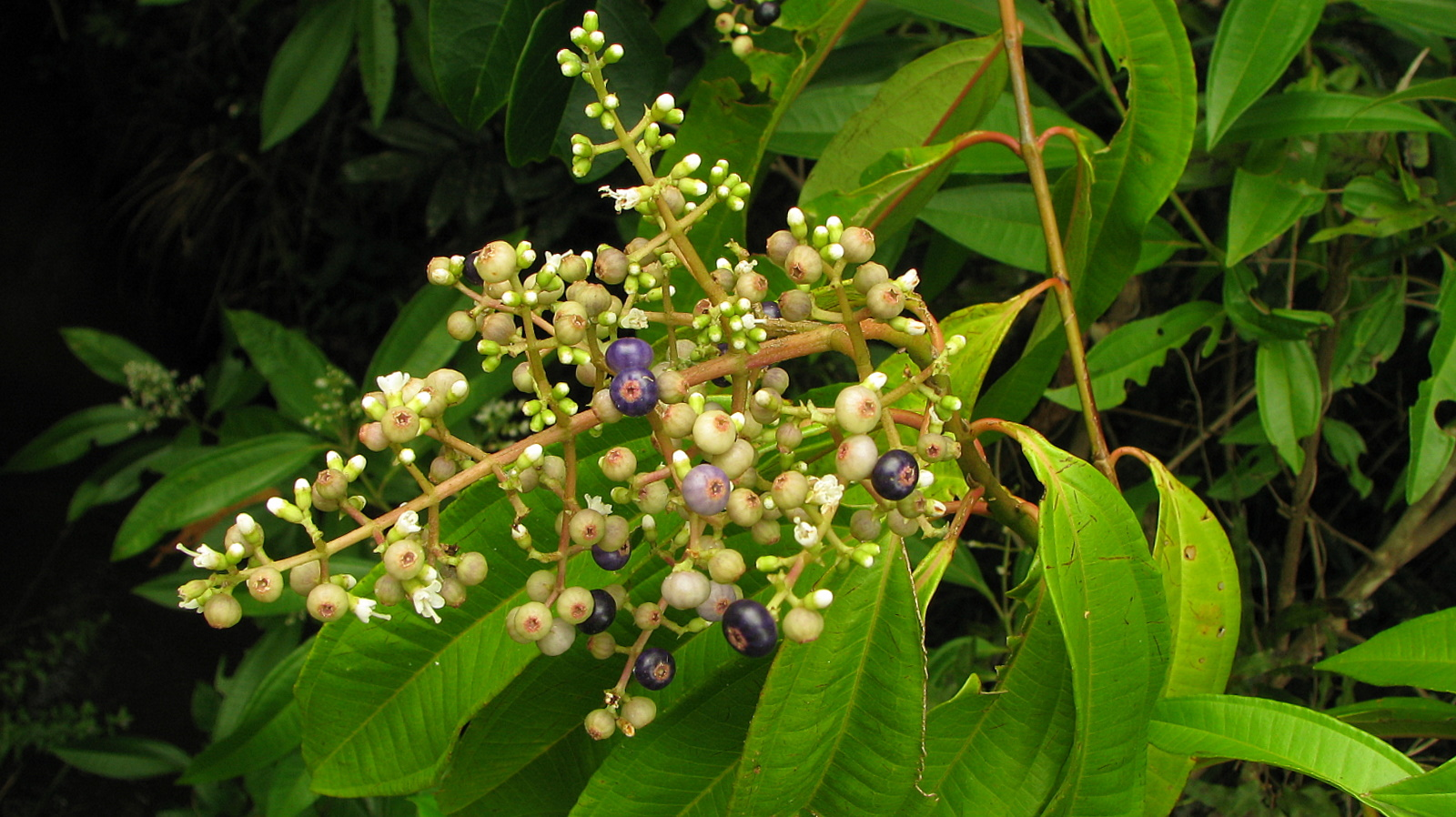
inflorescence
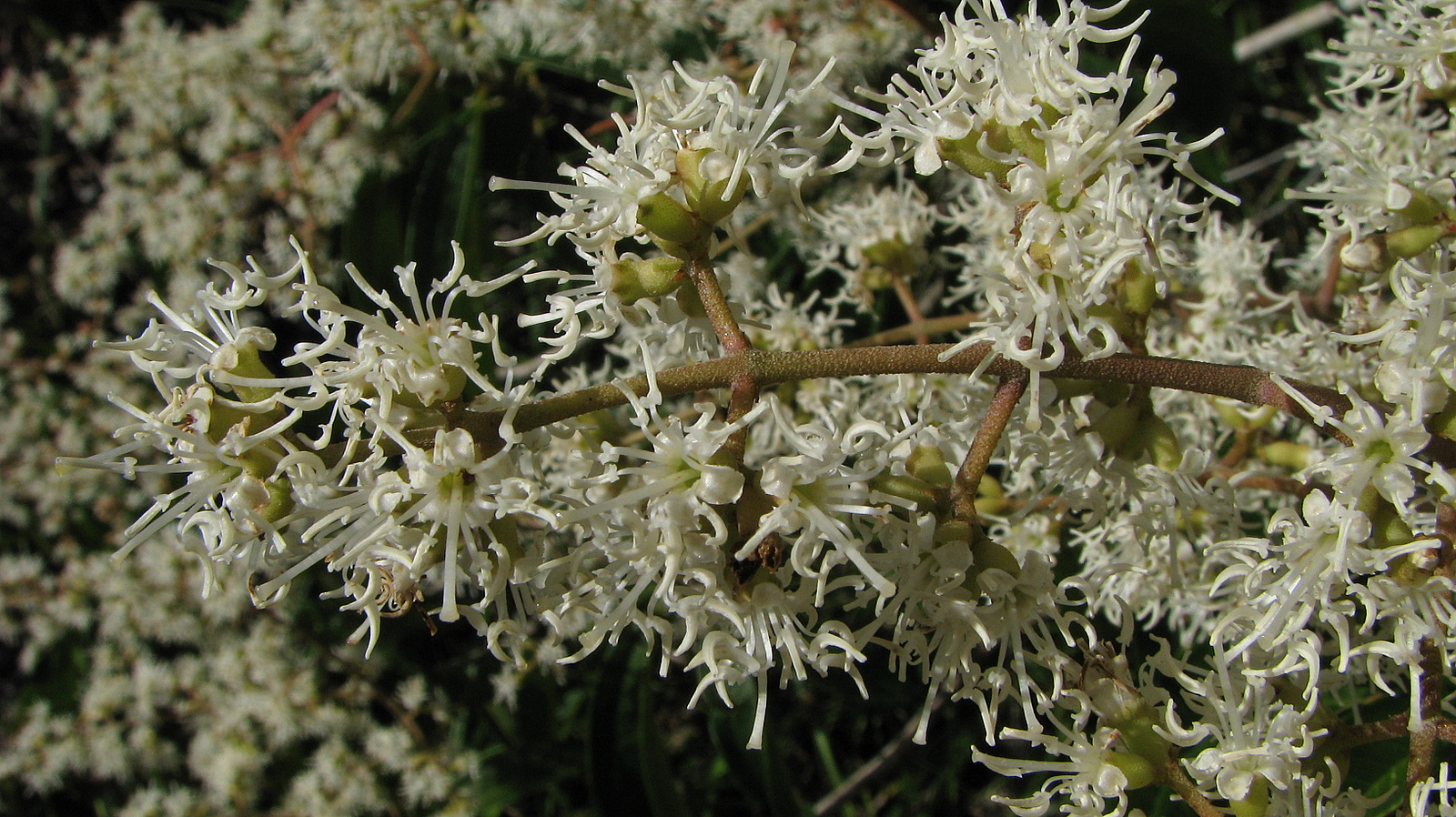
fleurs
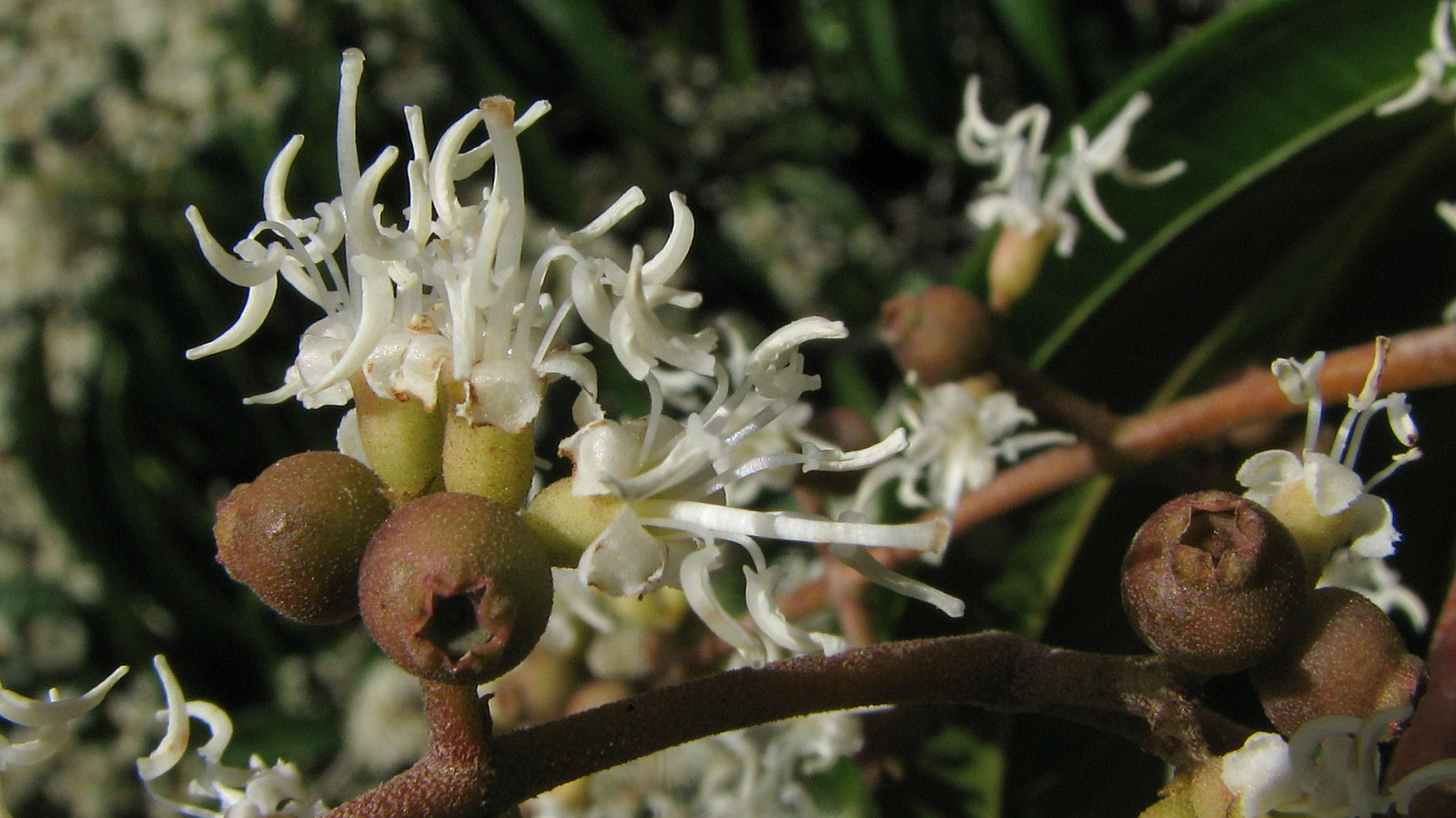
fleurs
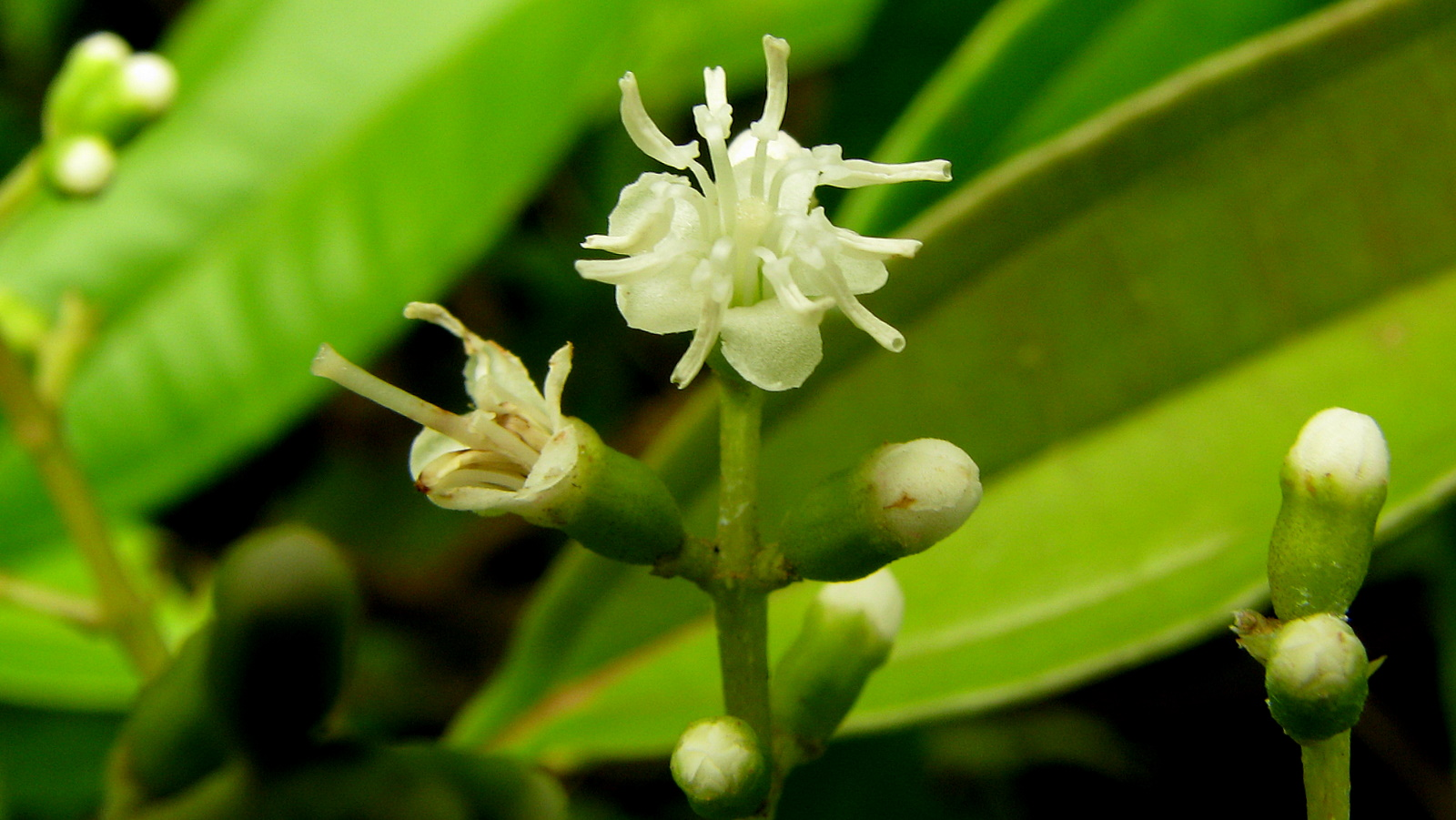
fleurs
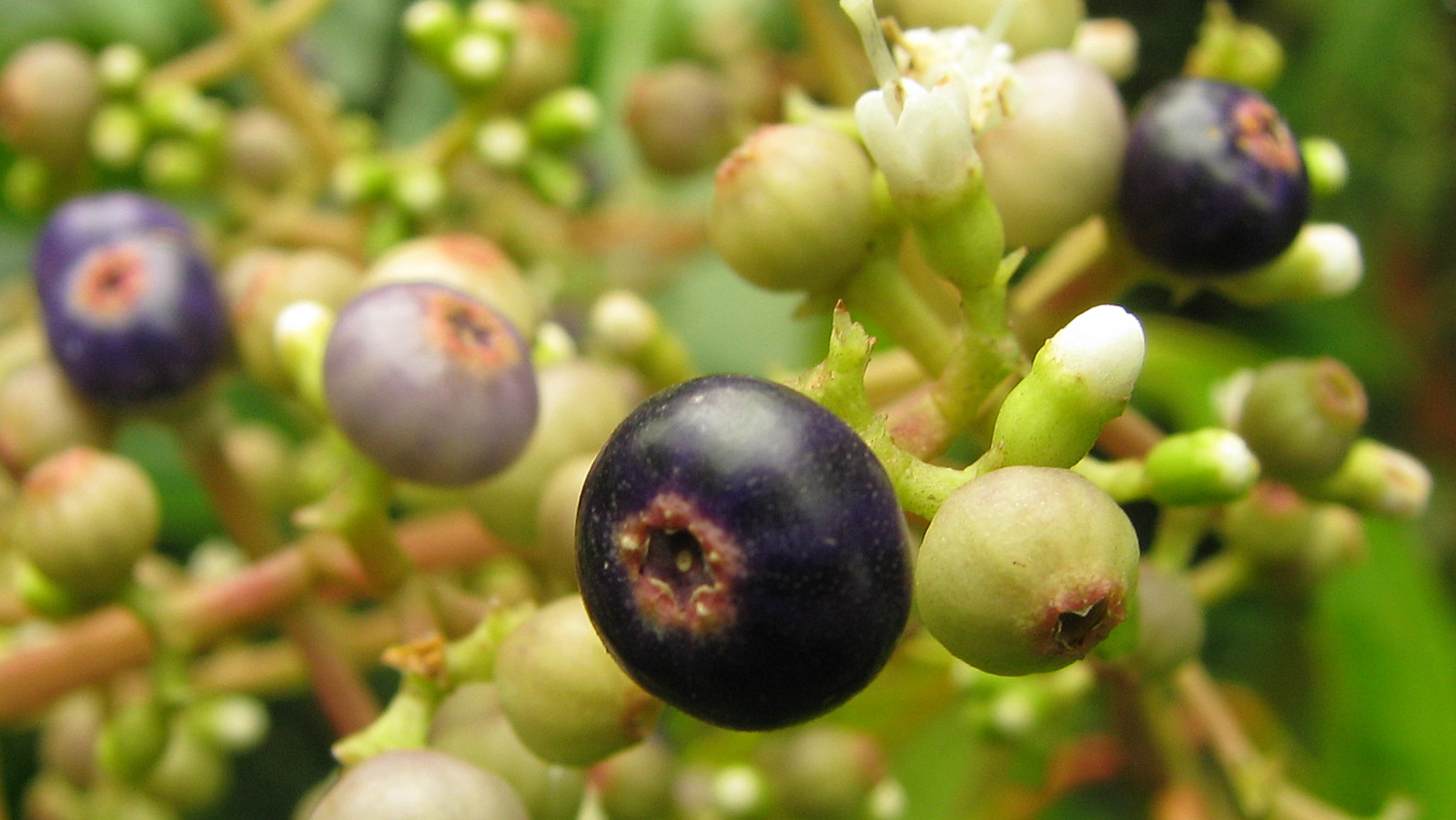
fruits
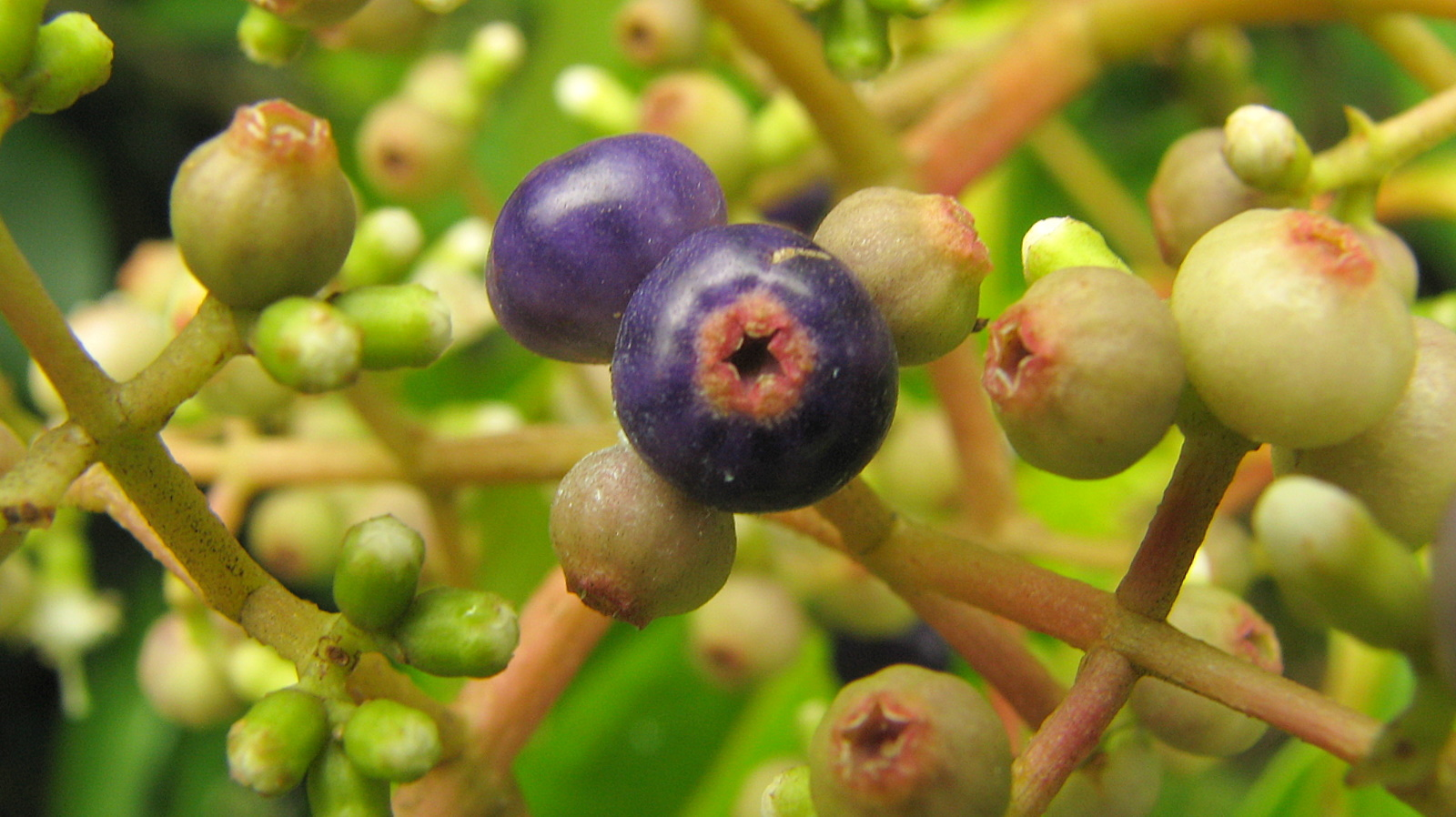
fruits
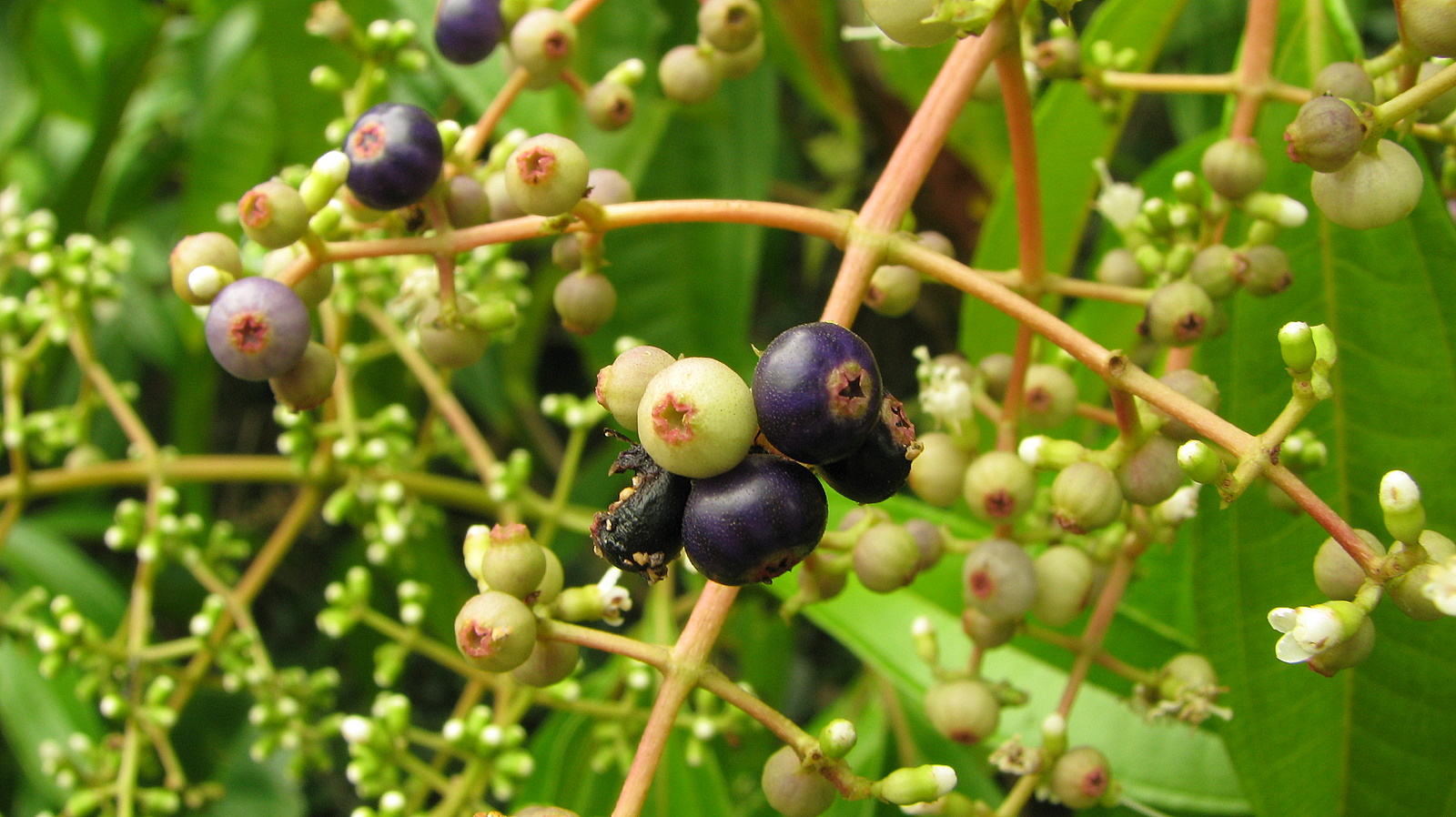
infrutescence
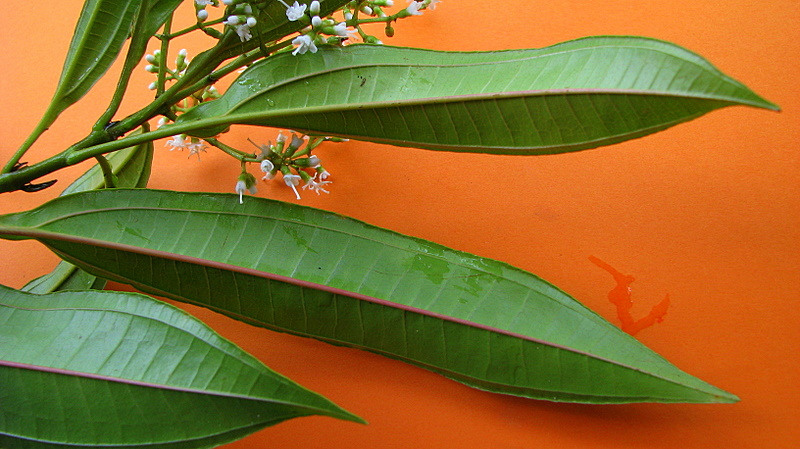
feuilles
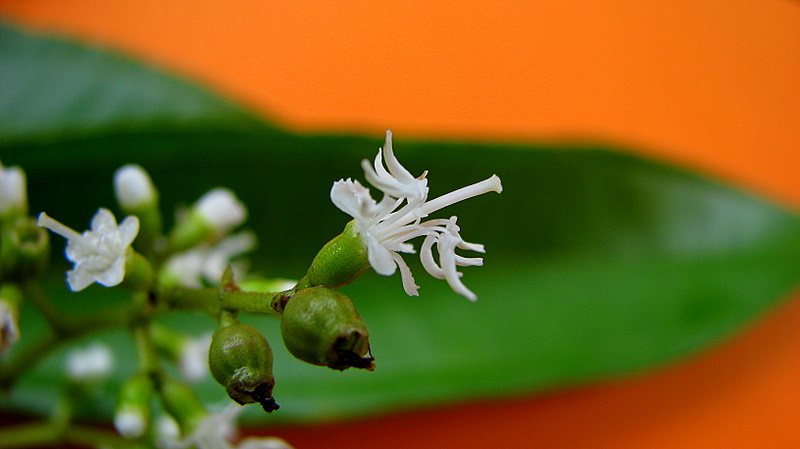
fleurs
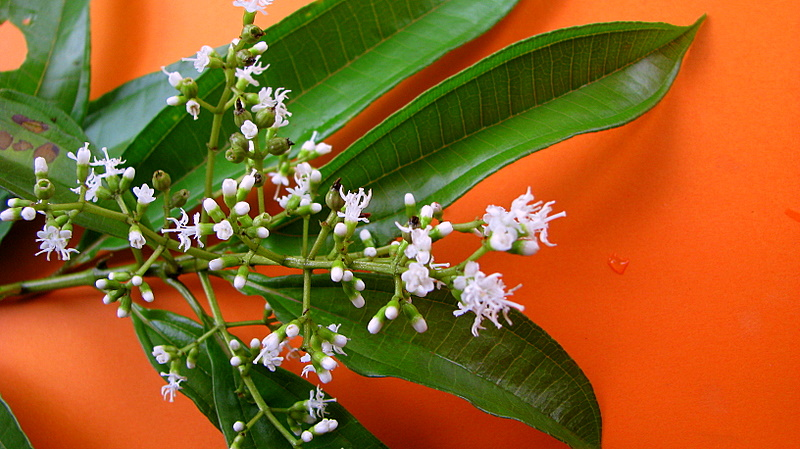
fleurs
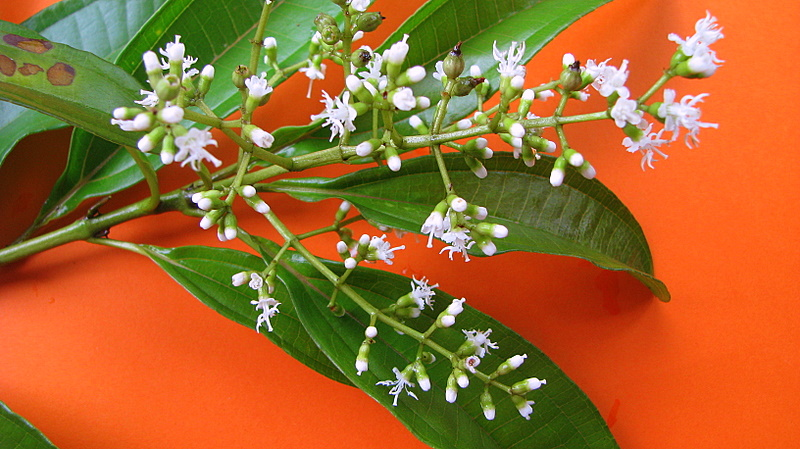
fleurs
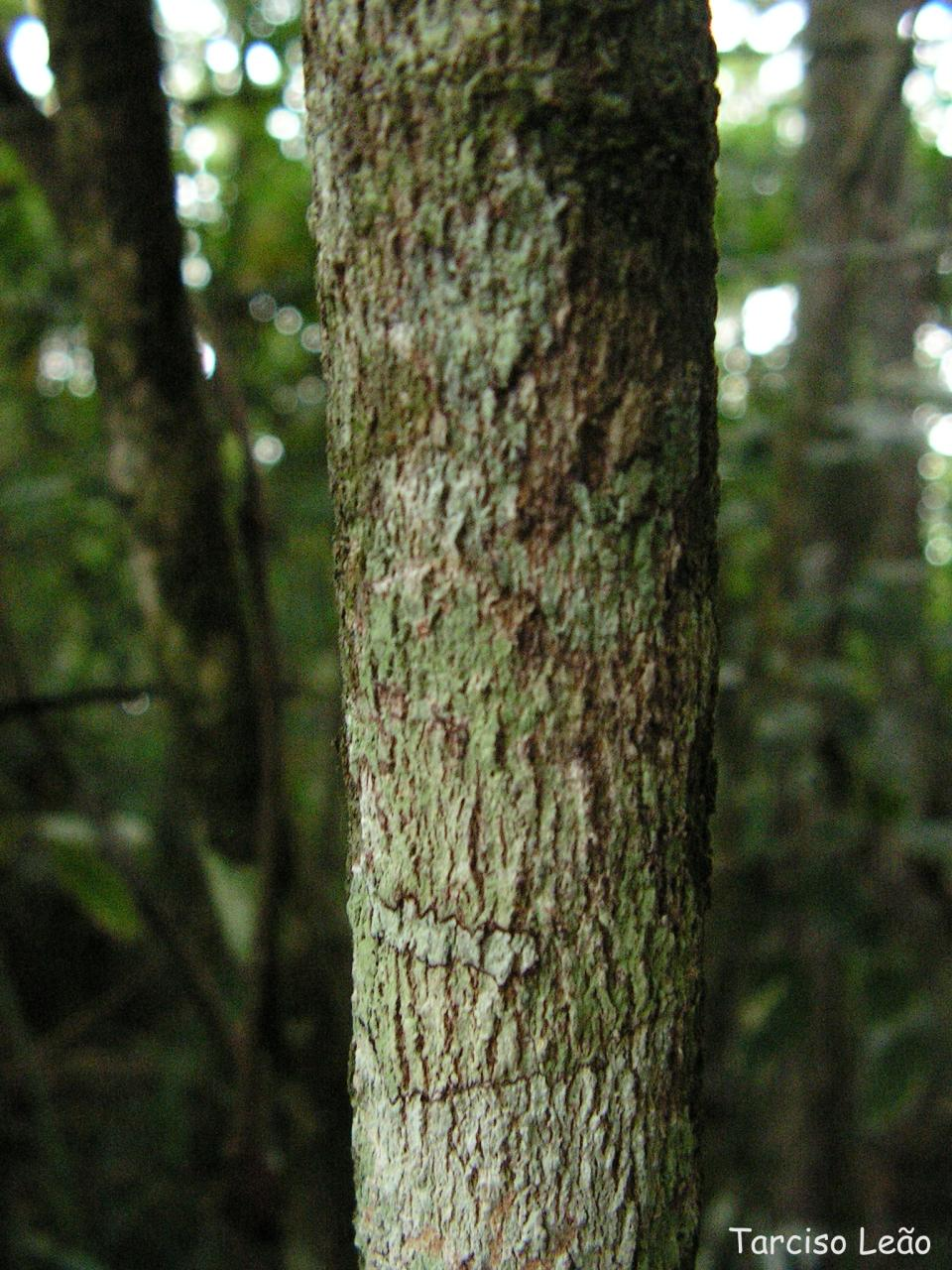
tronc
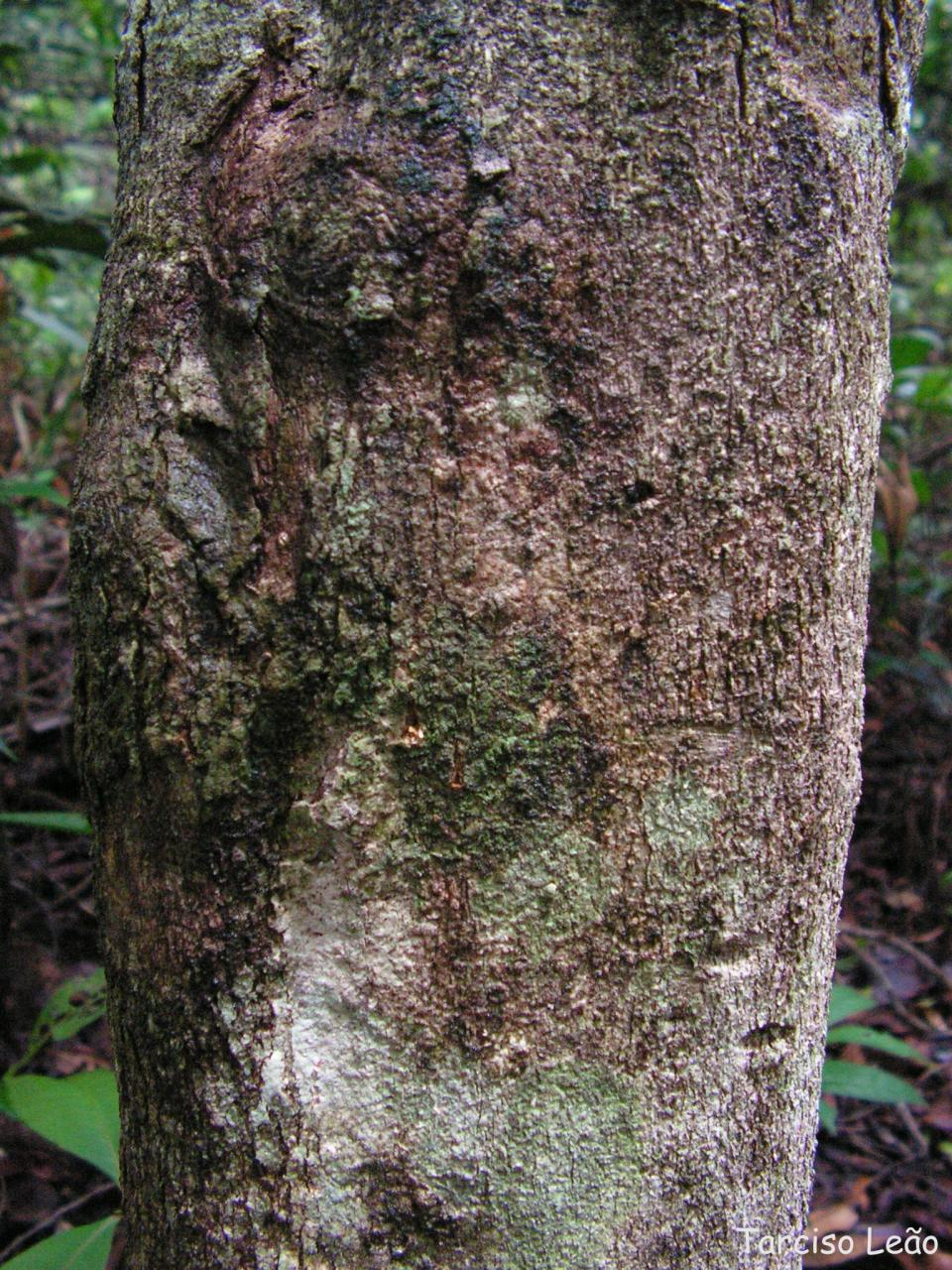
écorce
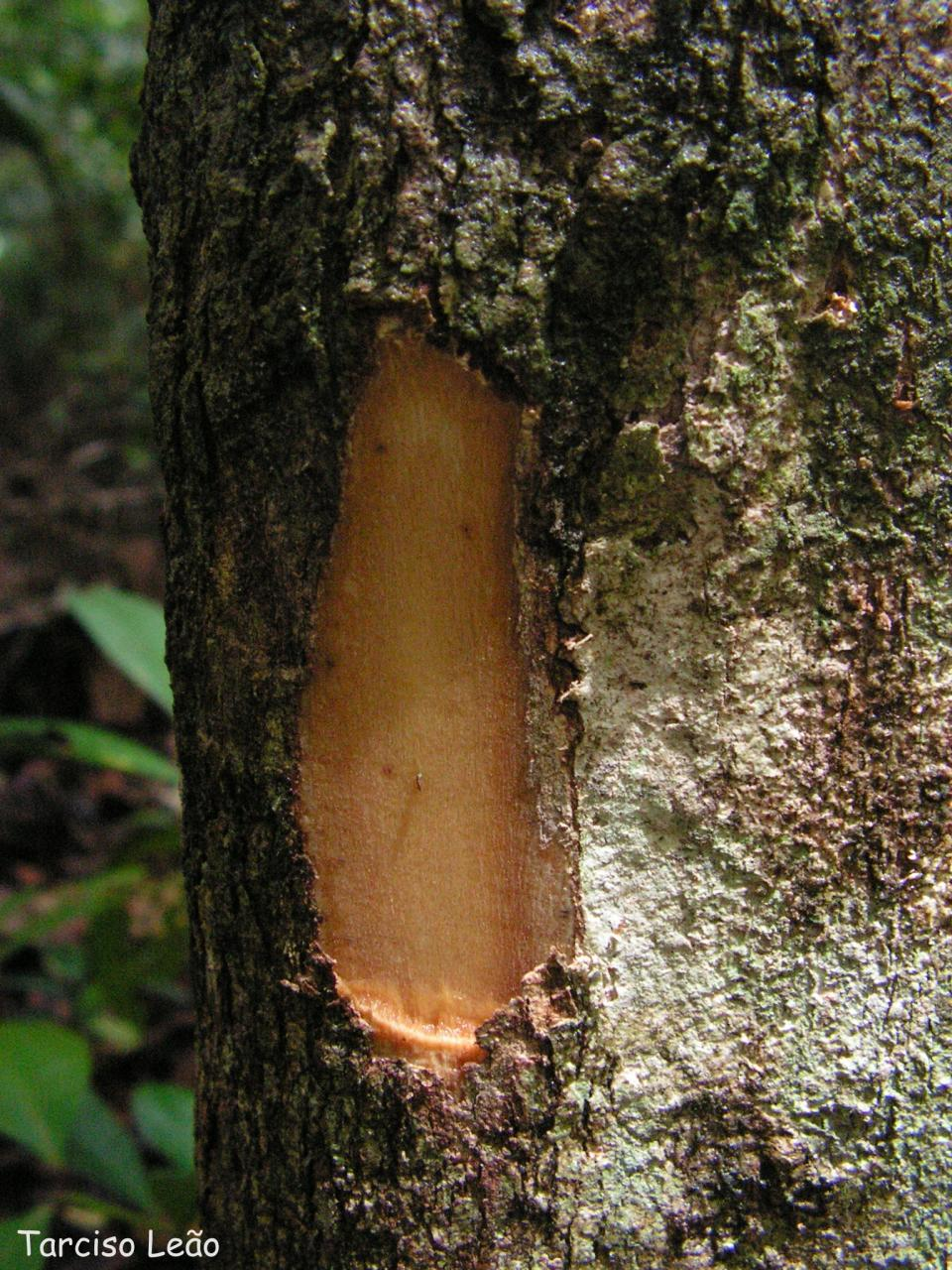
écorce
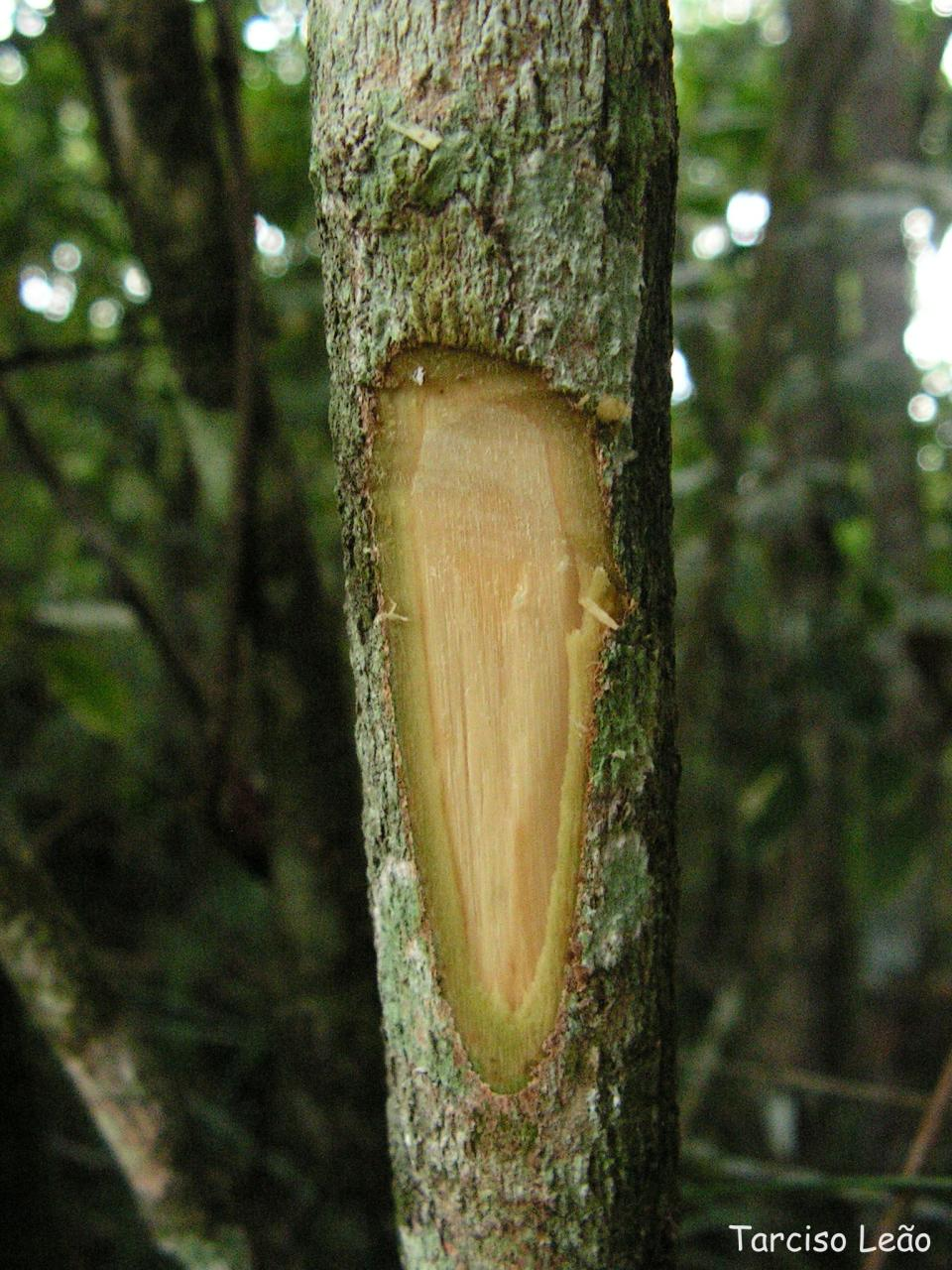
écorce
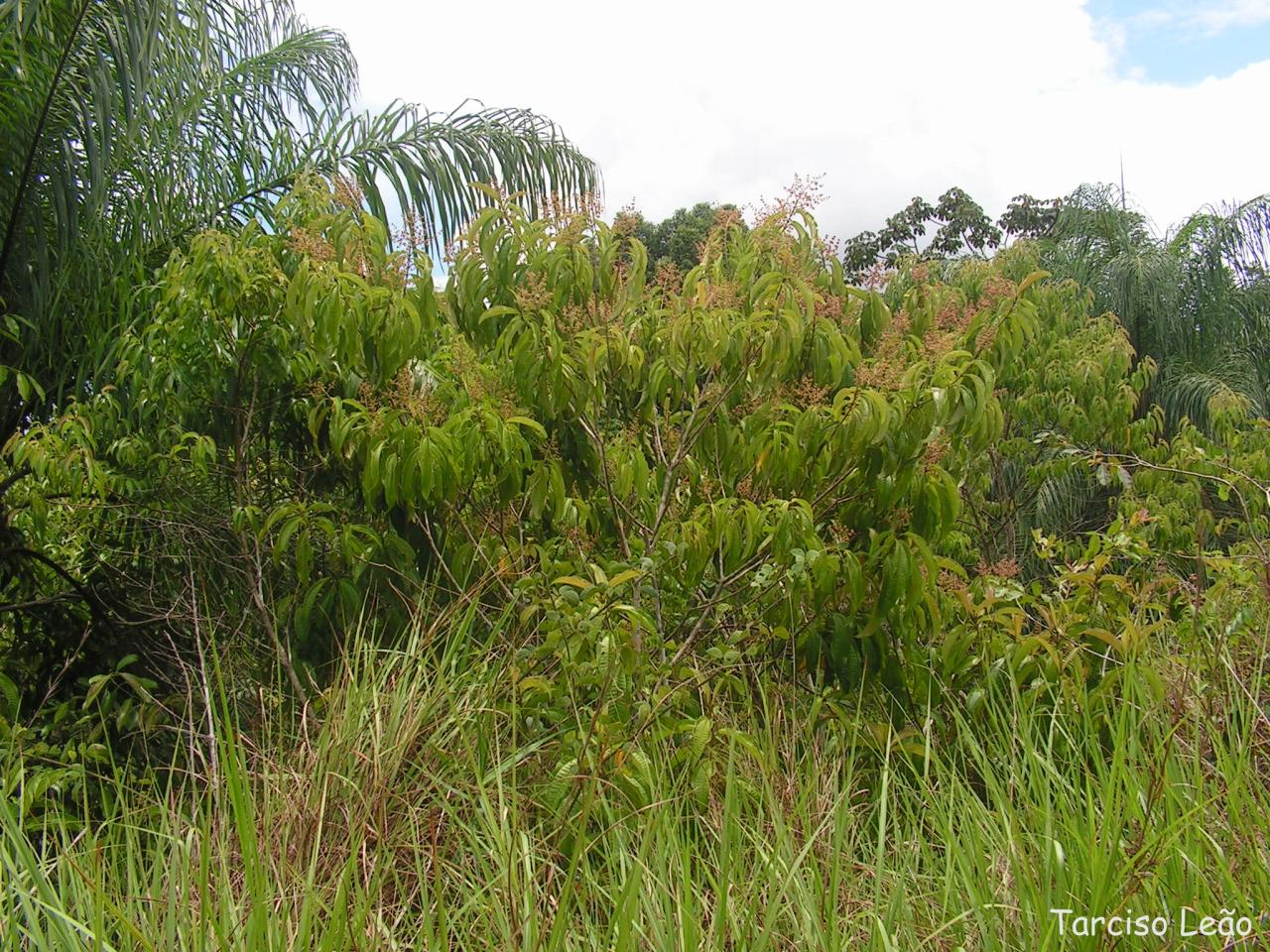
vue d'ensemble
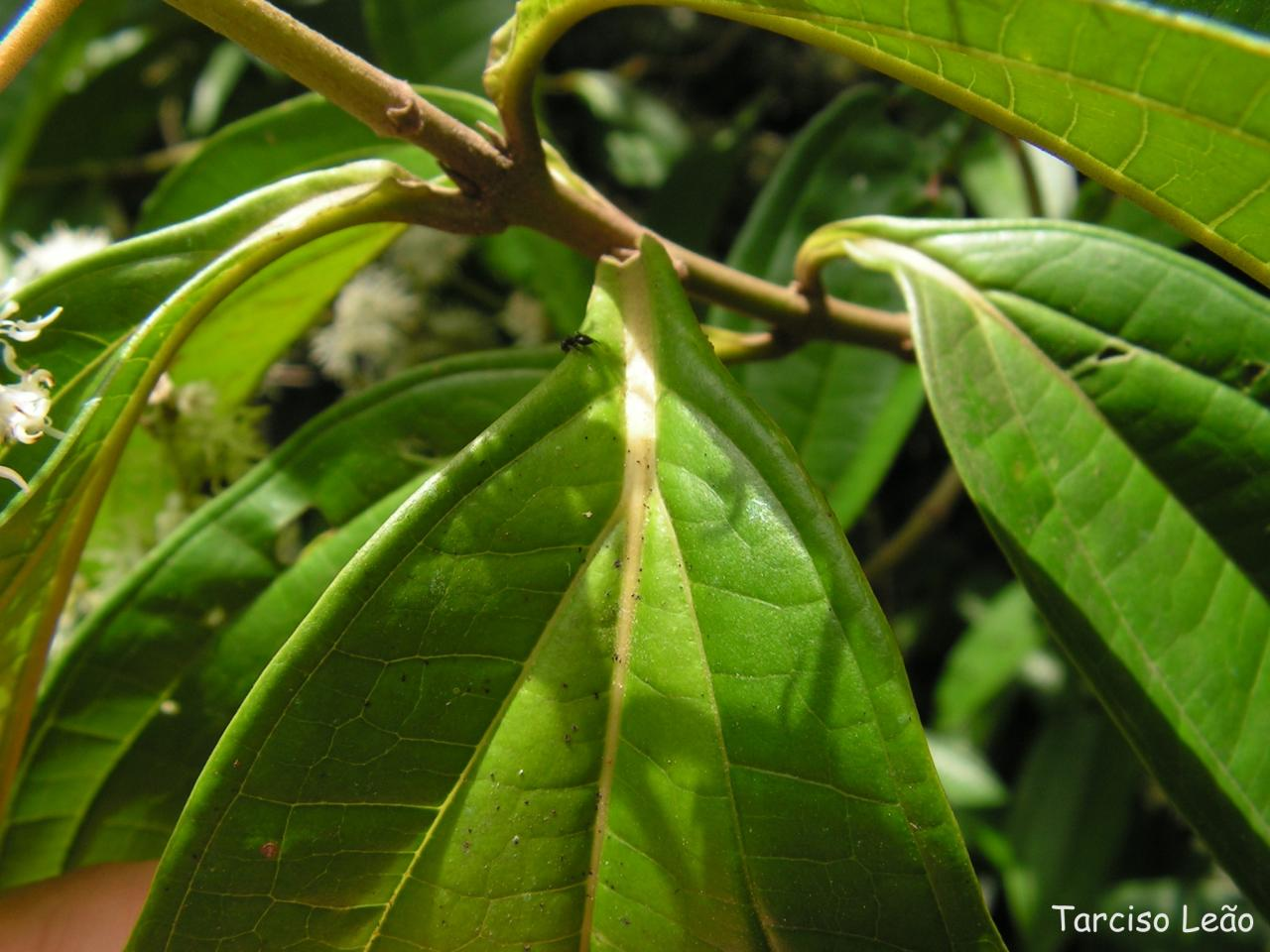
feuillage
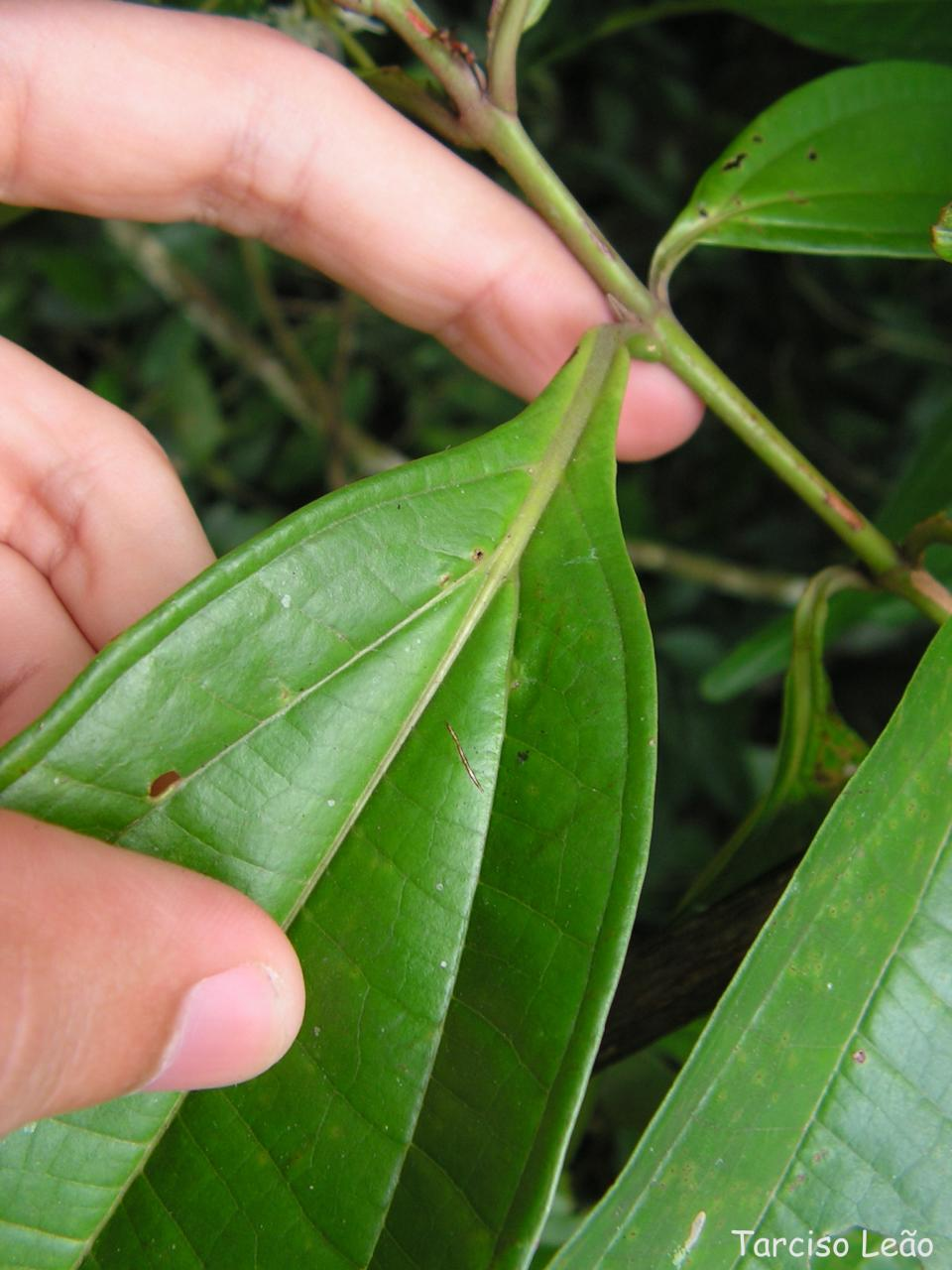
feuillage
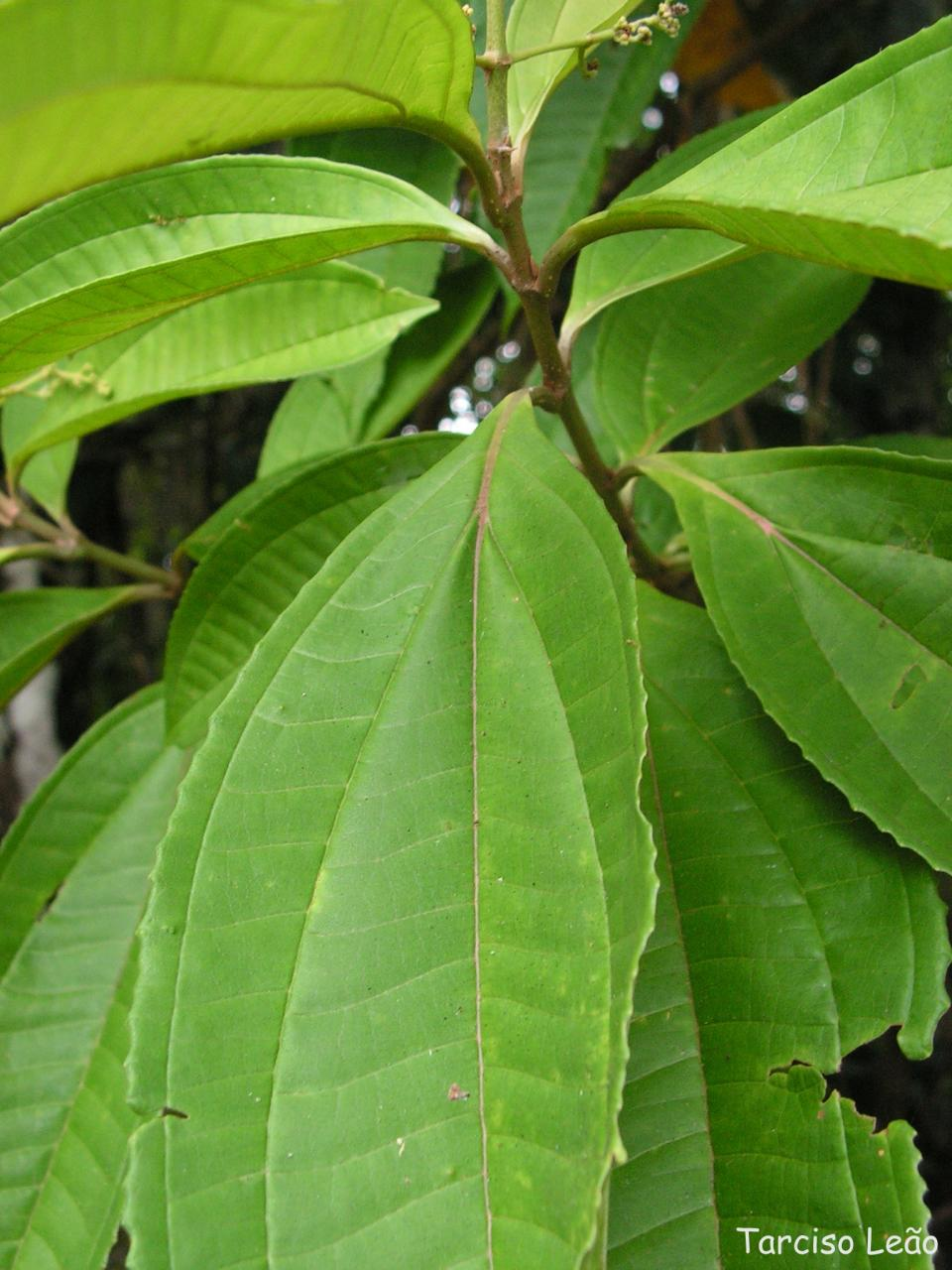
feuillage
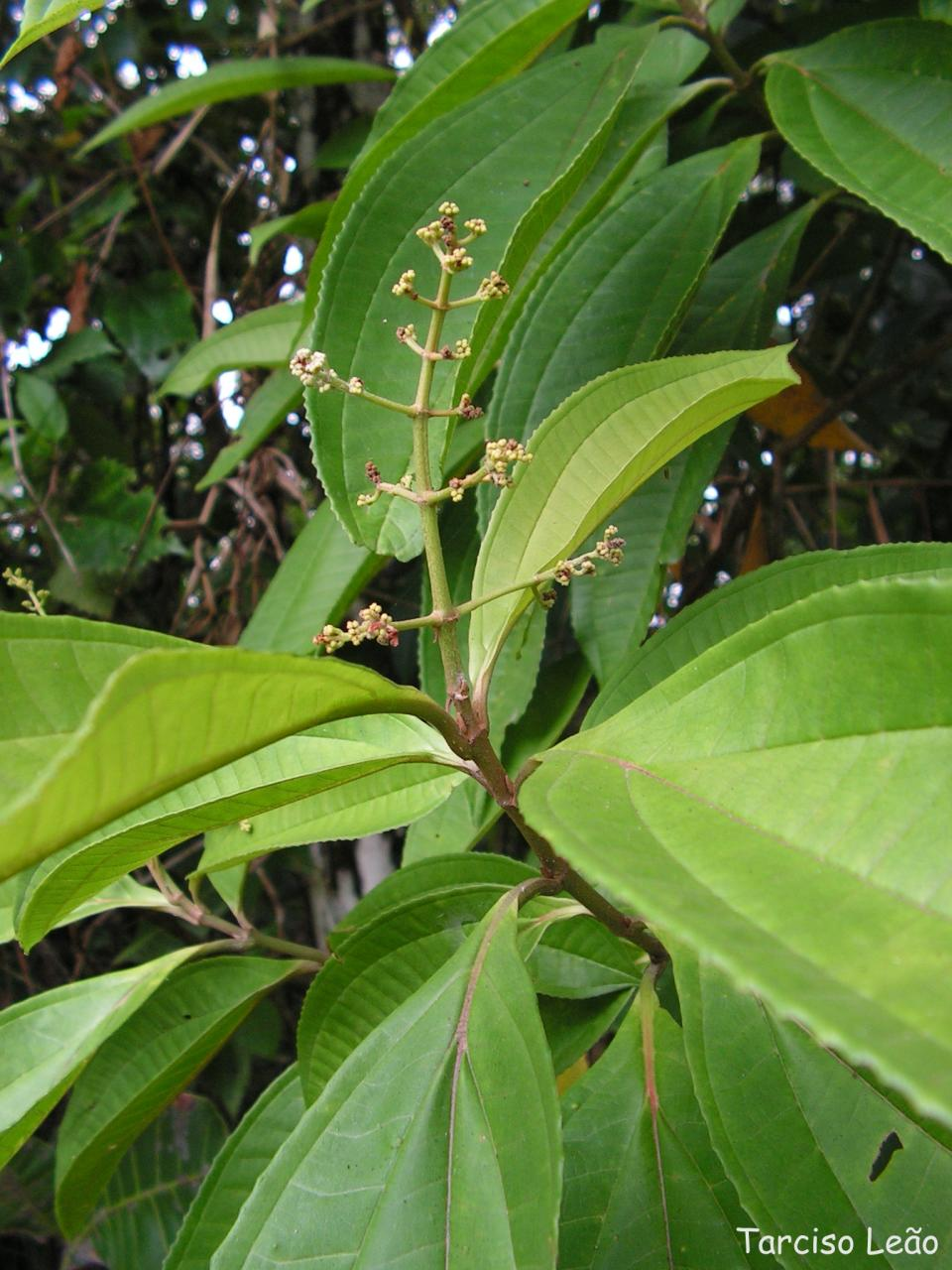
feuillage
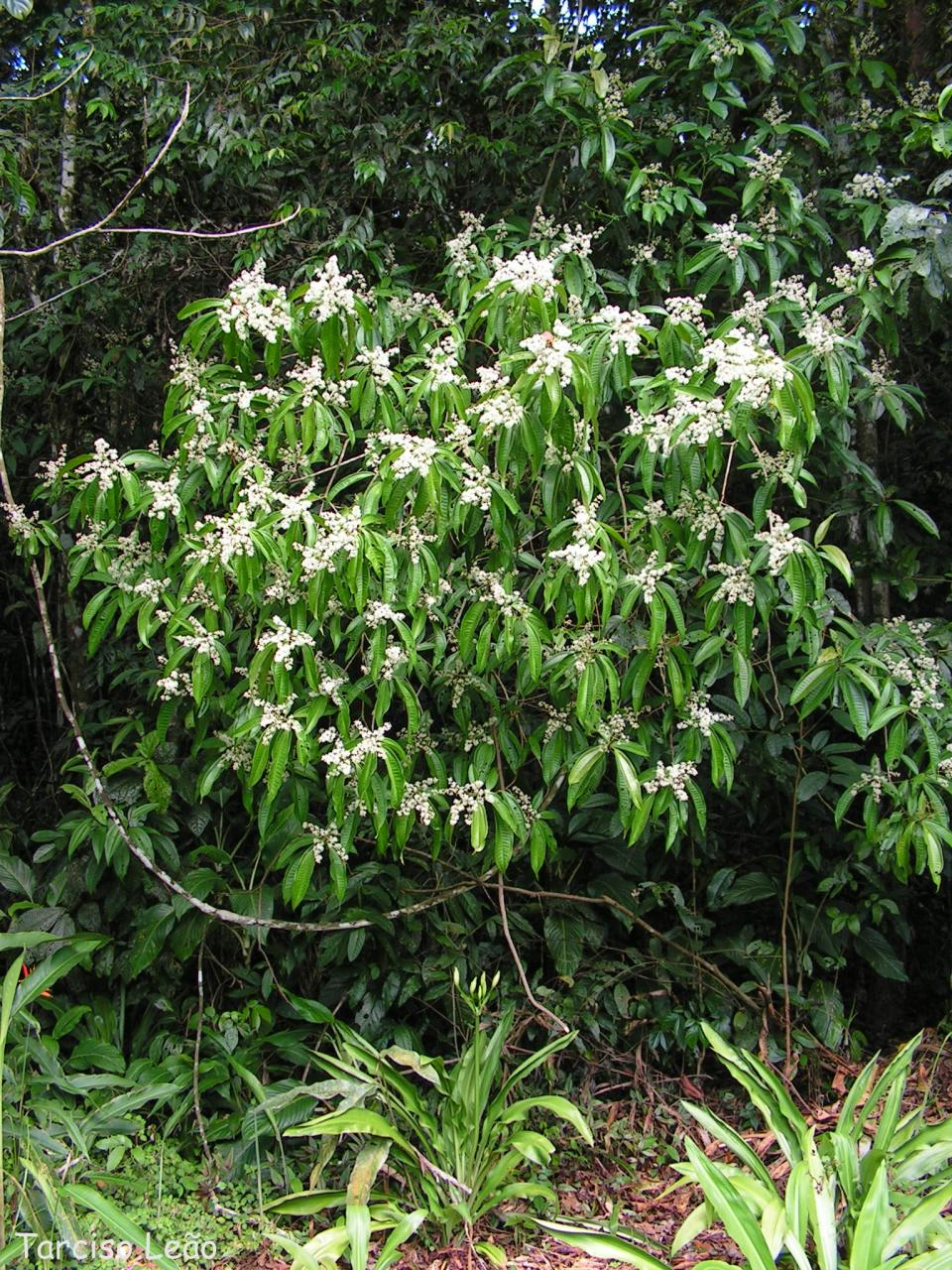
arbuste fleuri
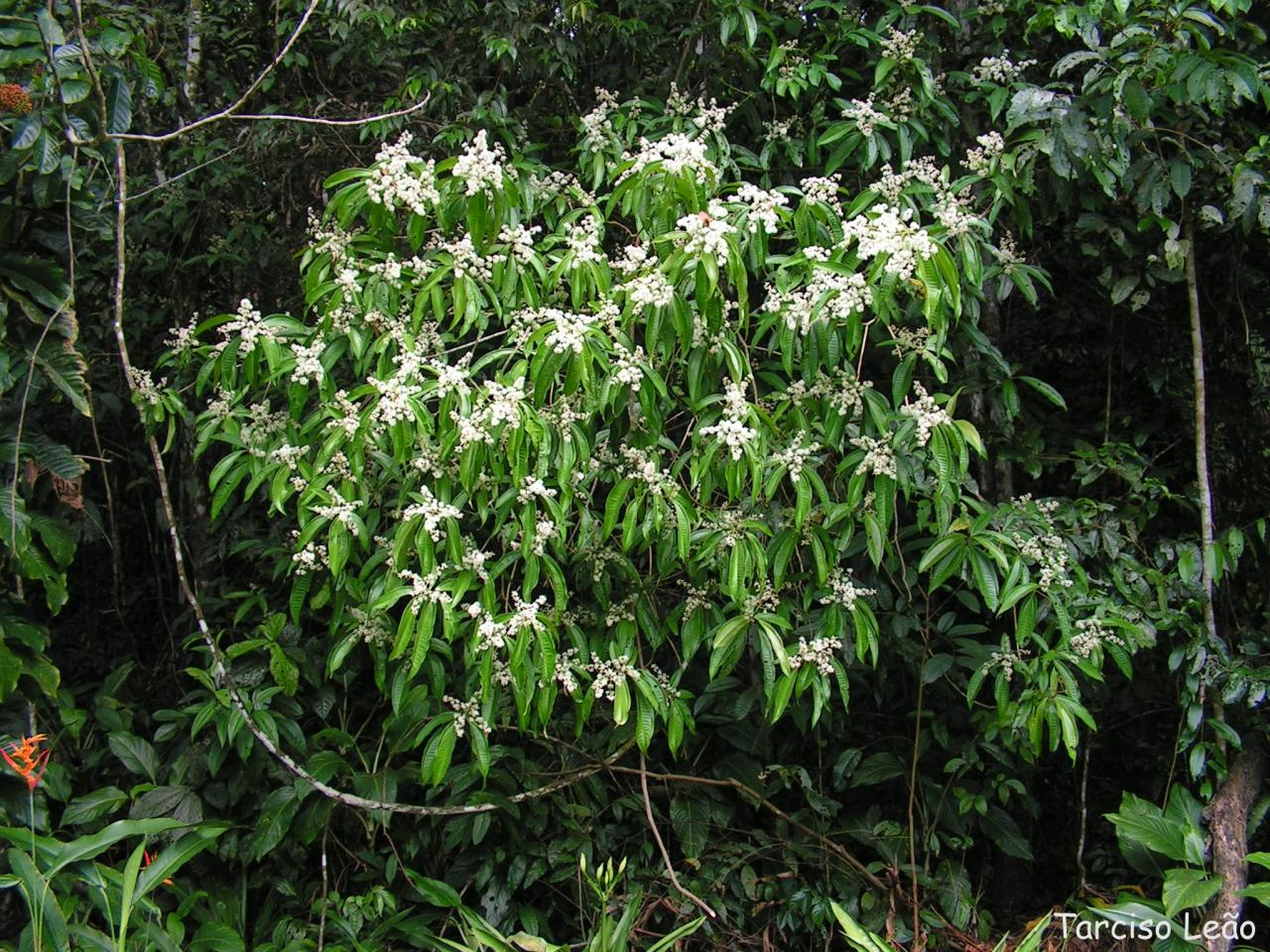
arbuste fleuri
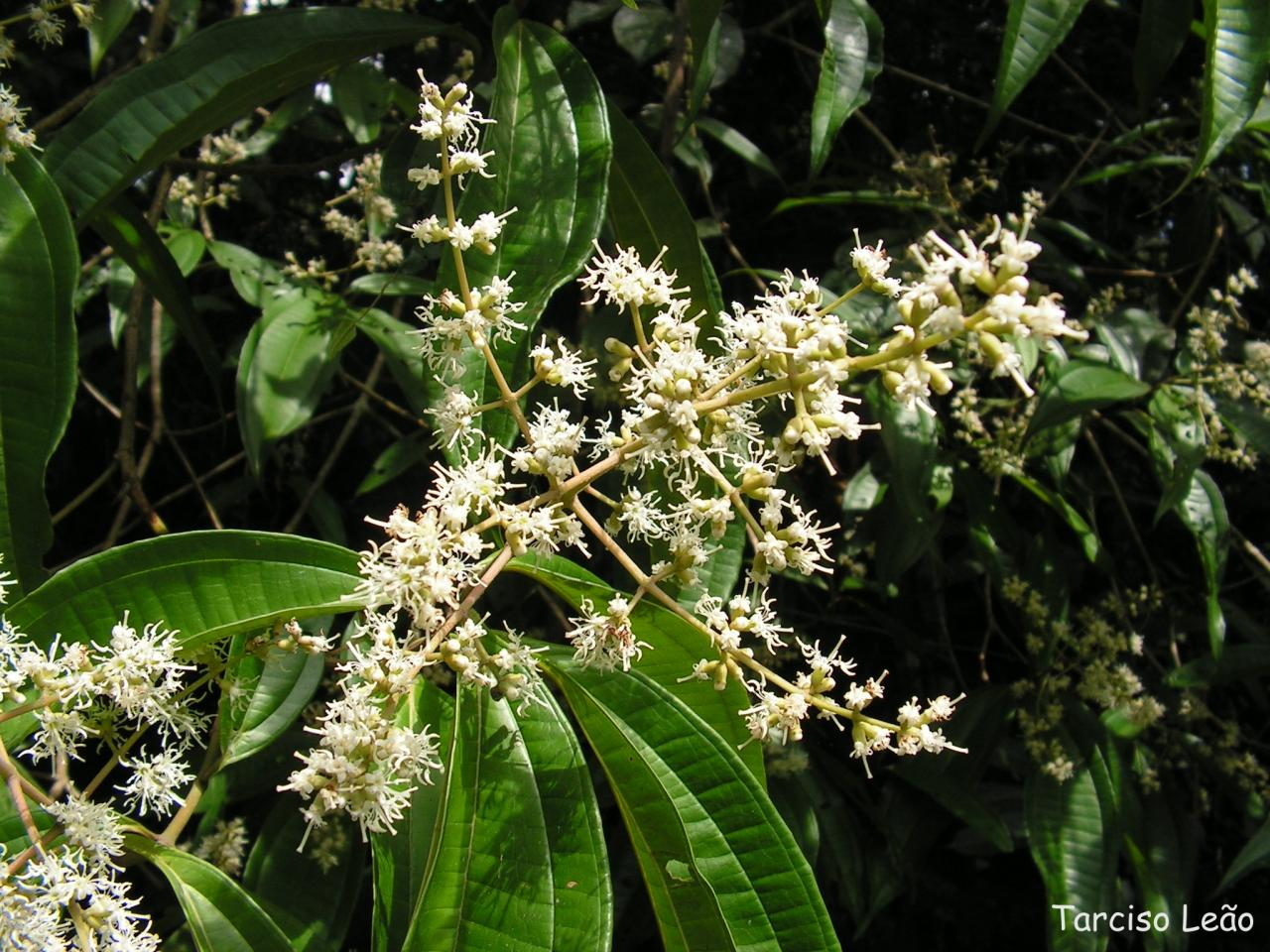
fleurs
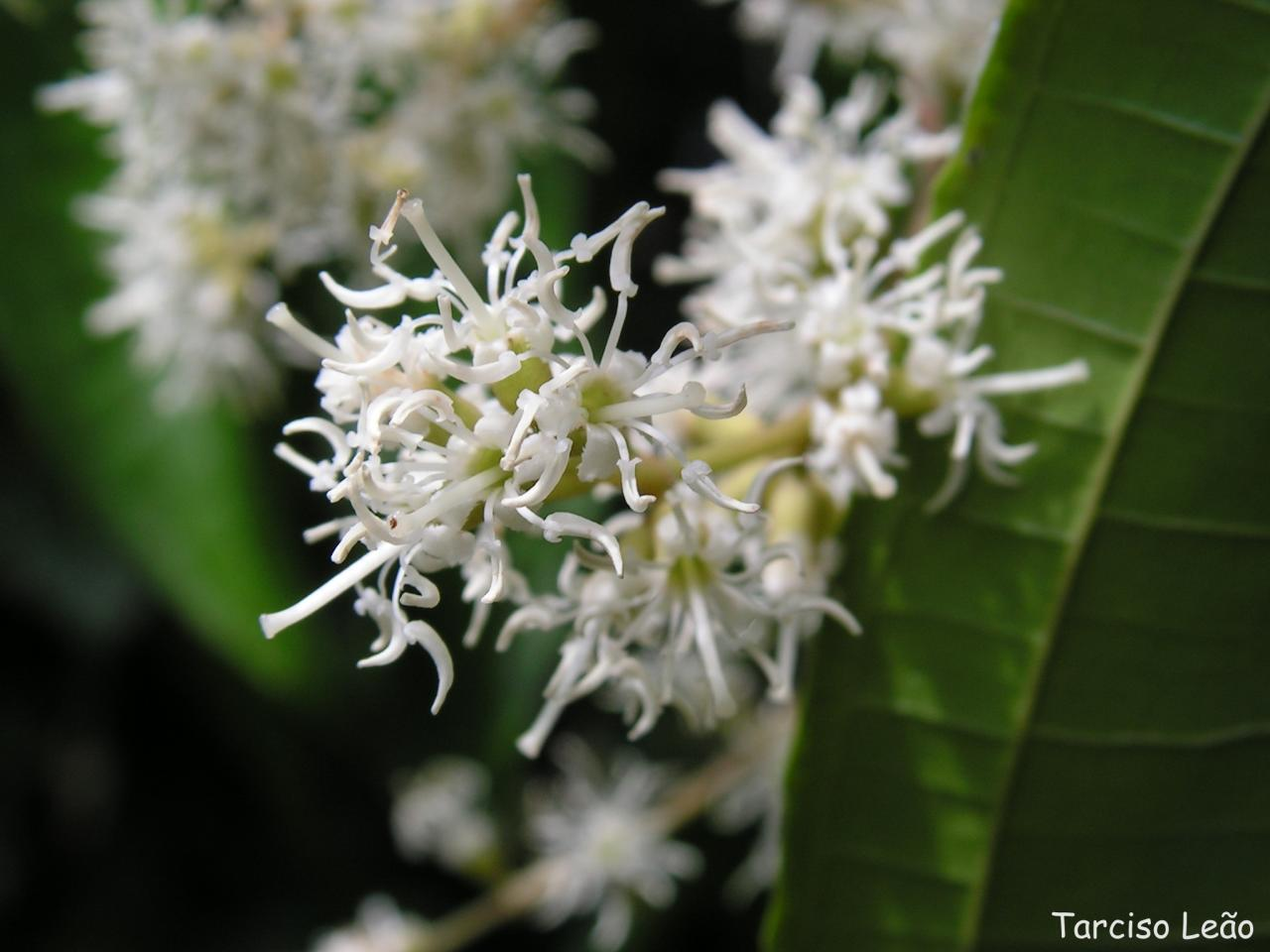
fleurs
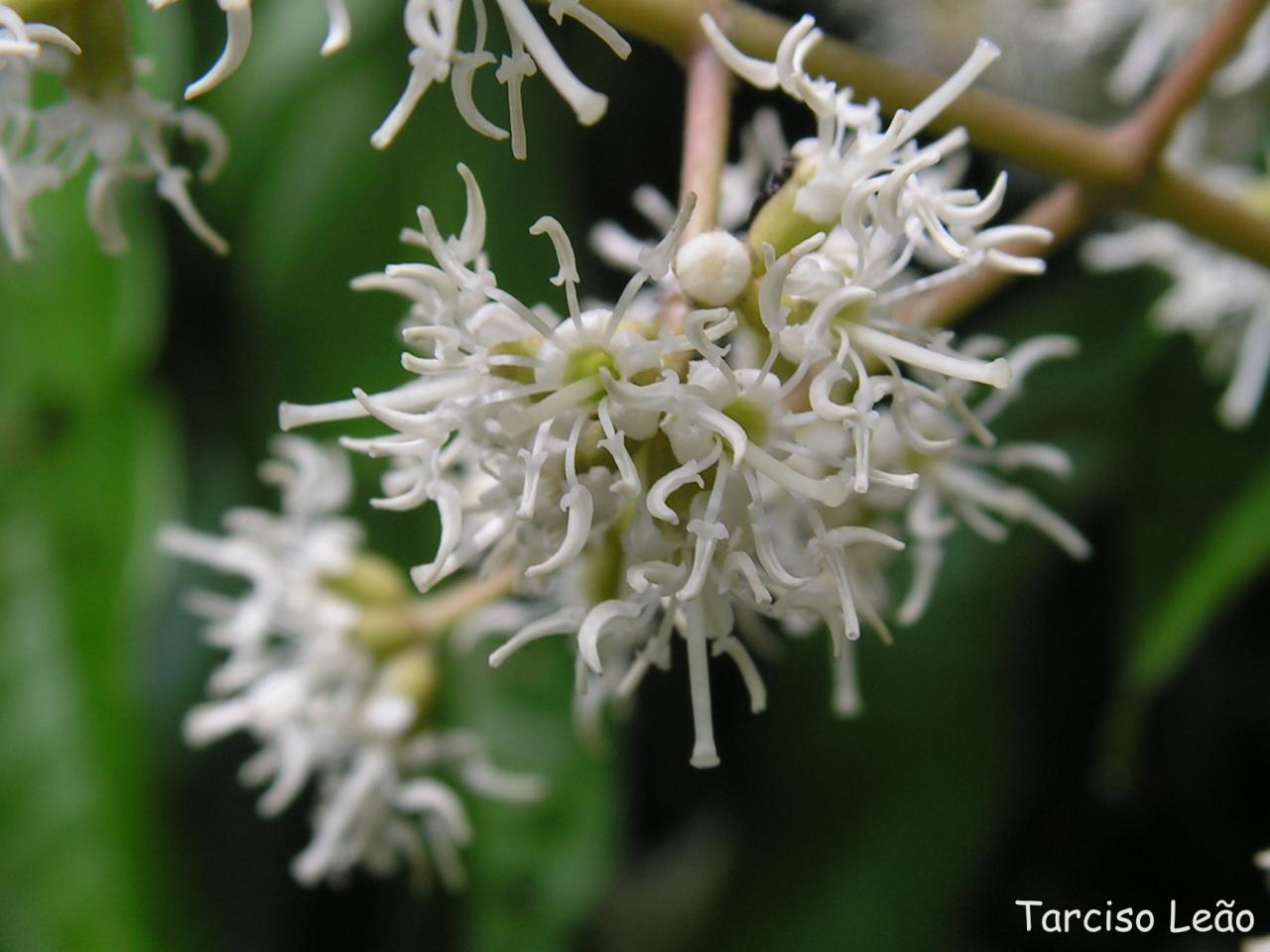
fleurs
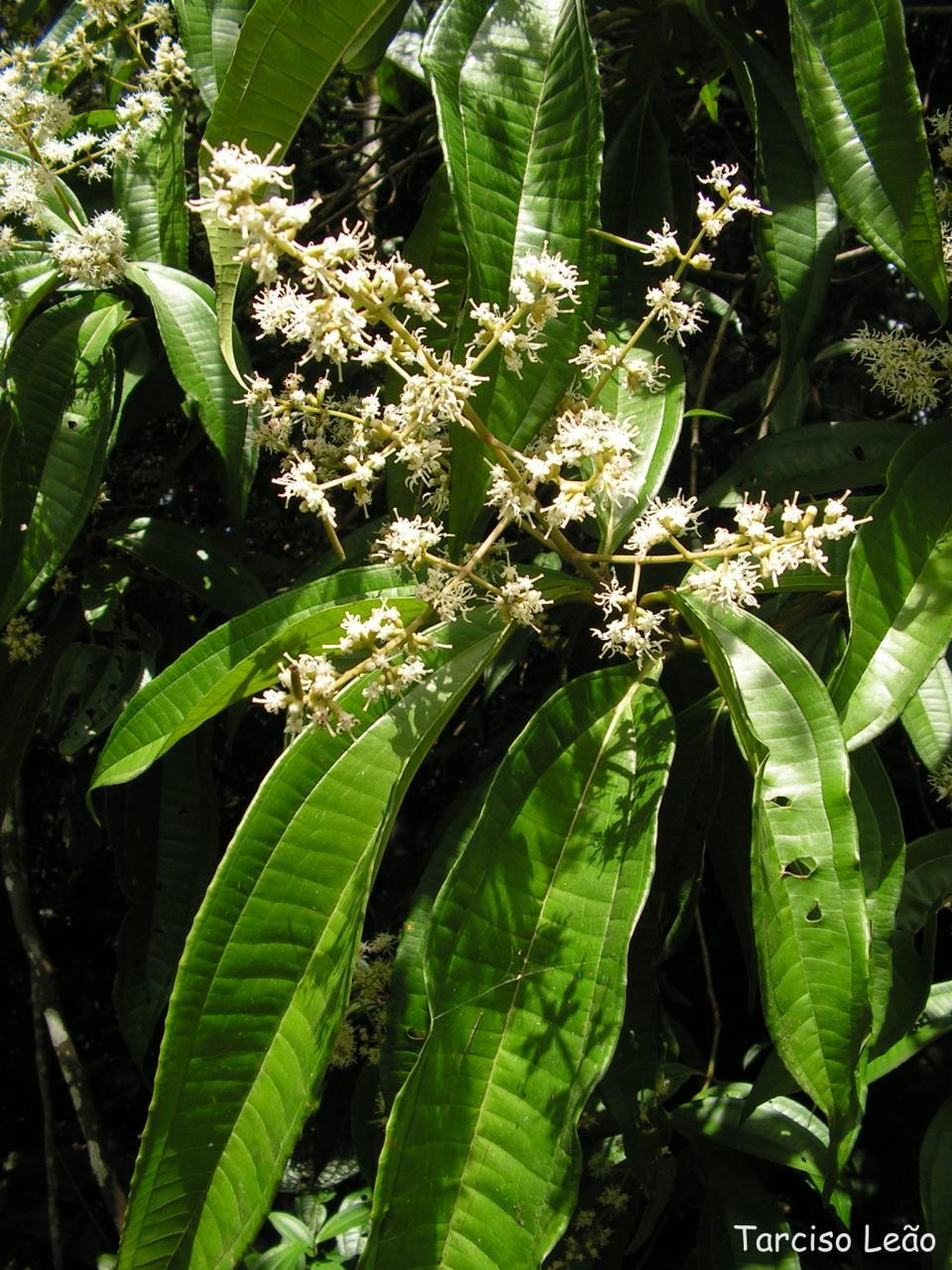
fleurs
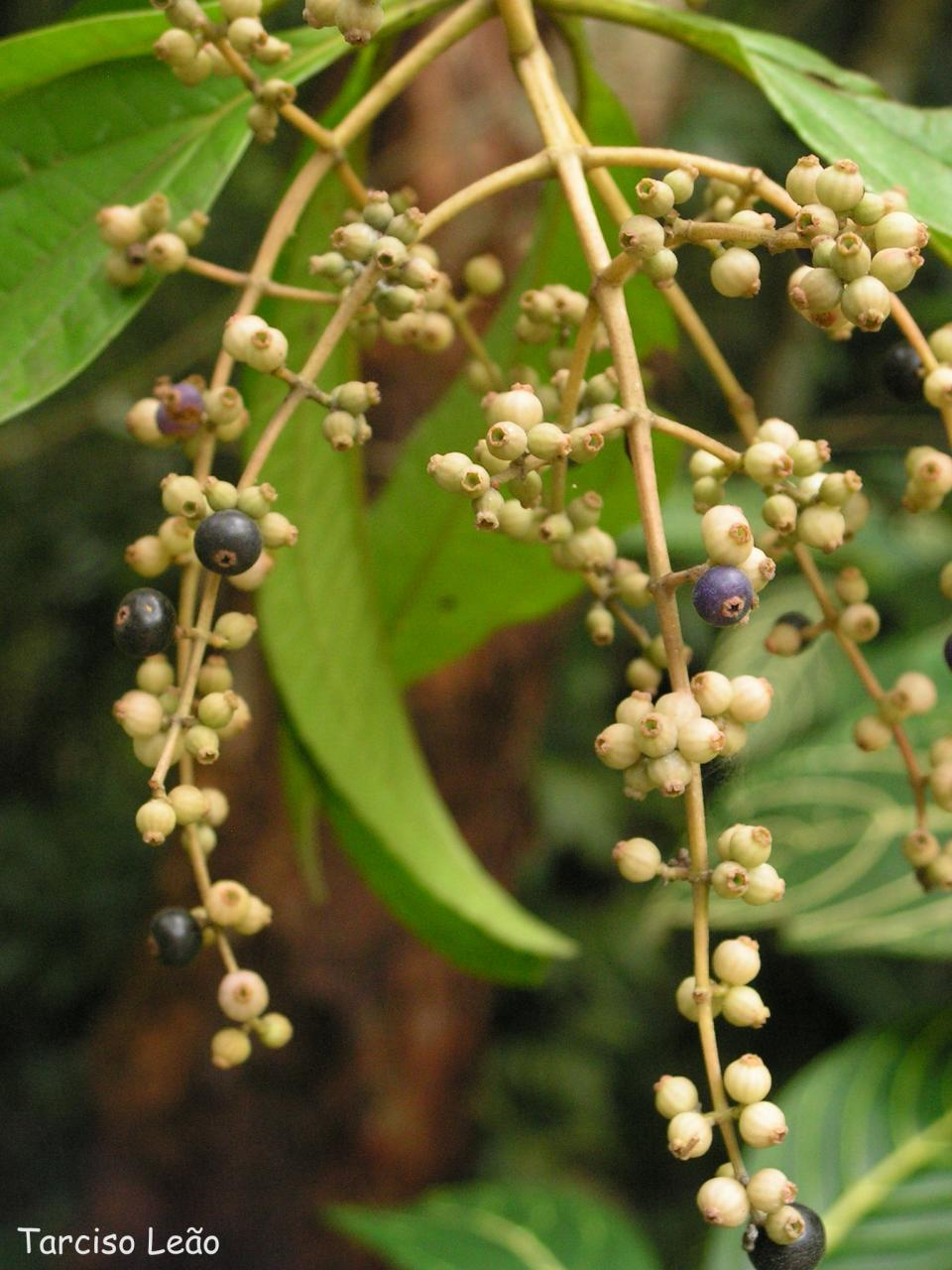
fleurs
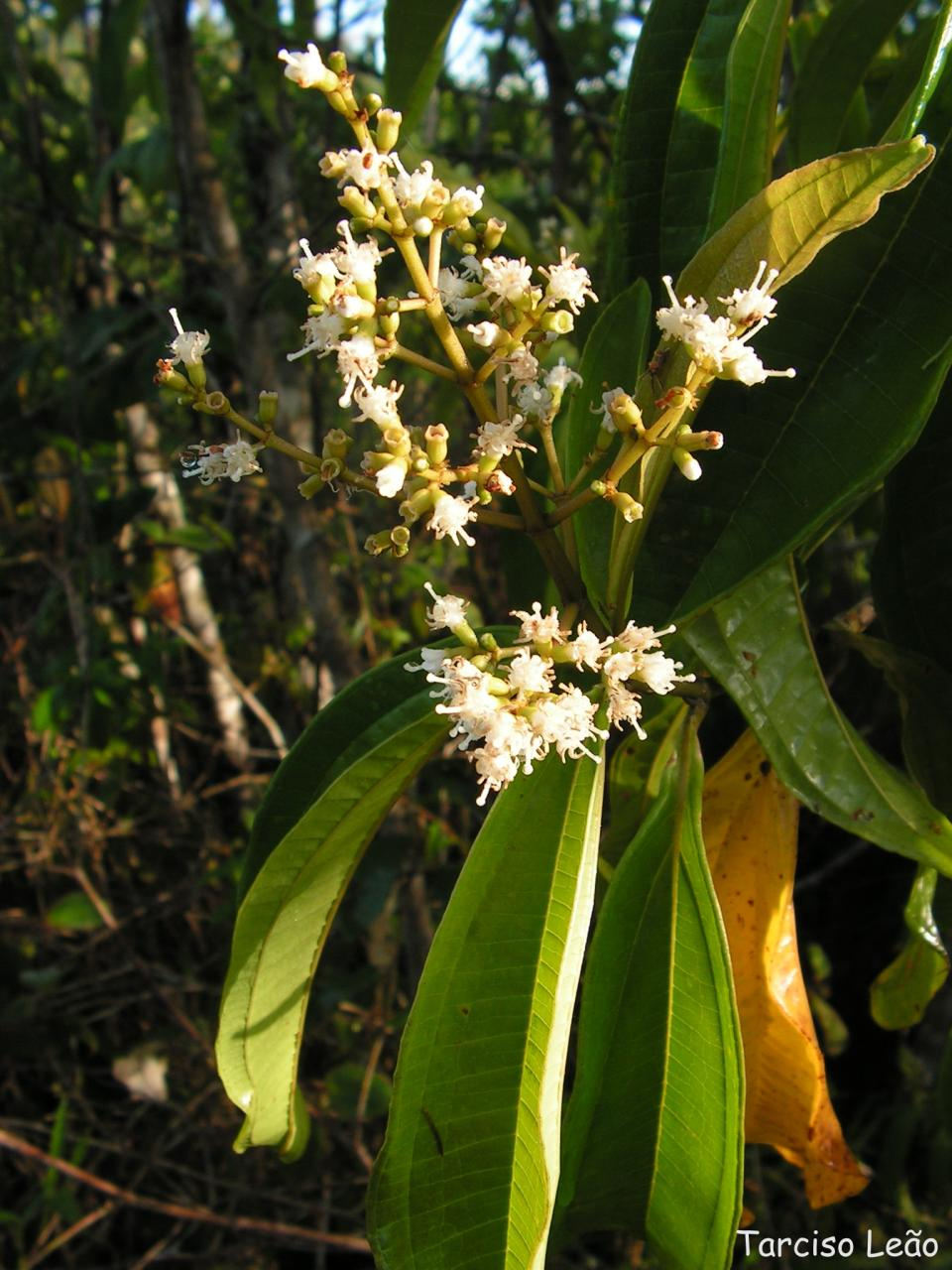
fleurs
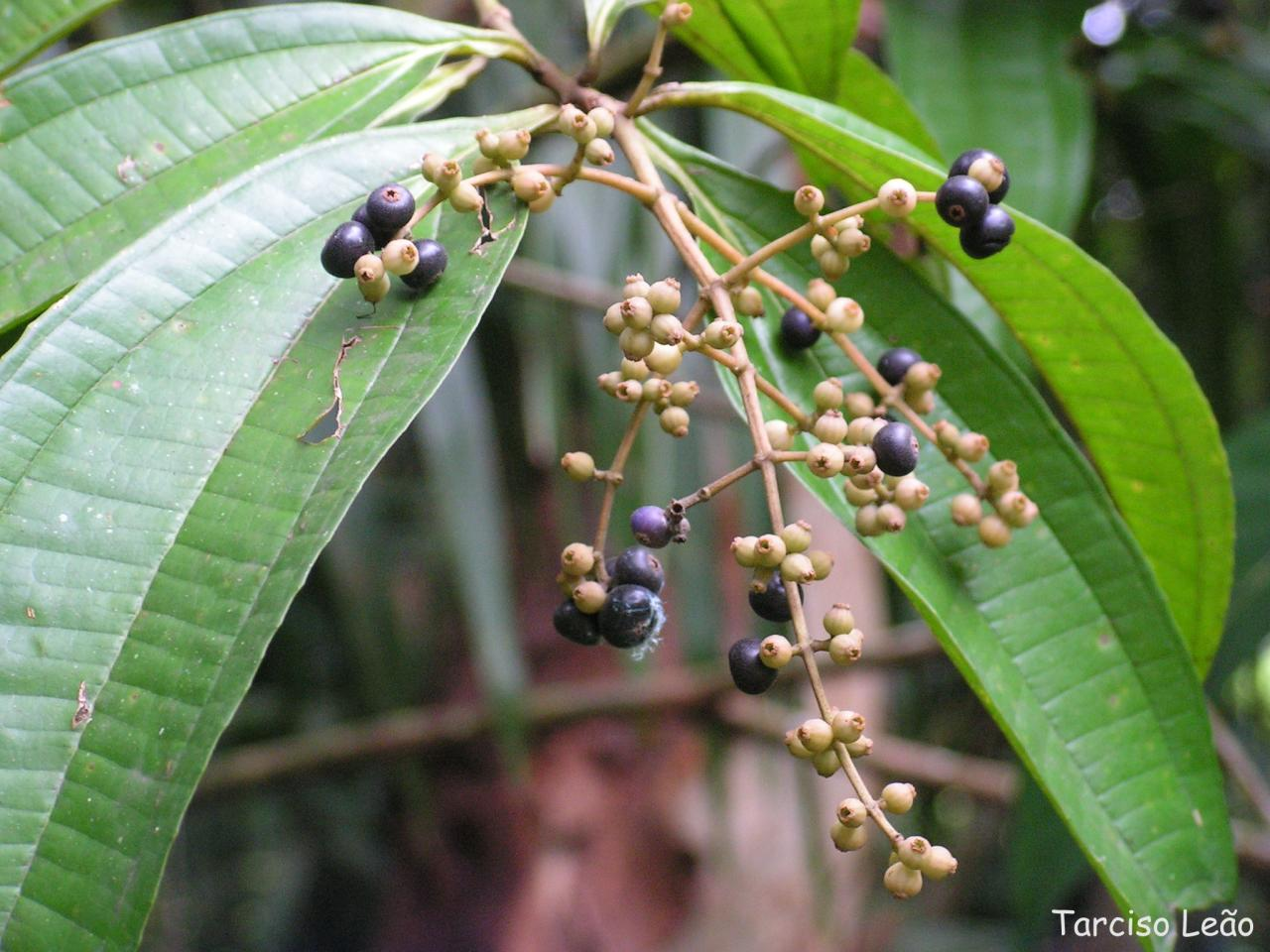
fruits